# Portugália történelme
A portugál állam történelme a kora középkorra nyúlik vissza. A mai Portugália területét az ókorban kelták lakták, akiket az i. e 3. században meghódított a Római Birodalom. A lakosság romanizálódott és a mai portugál nyelv is a latinból származik. A birodalom bukása után az ország területe az ibériai vizigót királysághoz tartozott, majd a 8. században észak-afrikai mórok hódították meg. A mai állam 868-ban vette kezdetét, mikor megalakult a Portugál Grófság. A kasztíliai hűbérura ellen fellázadt Alfonz gróf 1143-ban vált függetlenné és 1179-ben a pápa királyságnak ismerte el államát. Portugália és Kasztília közösen foglalta vissza a móroktól az Ibériai-félszigetet a reconquista során. A 15. században Tengerész Henrik kezdeményezésére a portugál hajósok elkezdték az atlanti szigetek és az észak-afrikai partvidék felderítését. Elsőként kerülték meg Afrikát és Indiába eljutva virágzó kereskedőbirodalmat hoztak létre. Az Újvilágban gyarmatosították Brazíliát. 1580-ban kihalt a uralkodóház és Portugália perszonálunióba került Spanyolországgal. A függetlenség elvesztése gazdasági hanyatlással is járt és az Indiai-óceánon levő portugál birtokok nagy része elveszett. Az 1640-ben kezdődő restaurációs háborúval Portugália újra kivívta függetlenségét. A 18. század nagy részében a király helyett a felvilágosult, de diktatórikus Pombal márki uralkodott. A napóleoni háborúk idején Portugáliát megszállták a franciák és a főváros Brazíliába költözött. Brazília 1822-ben elszakadt az anyaországtól. A 19. század második felében Portugália belpolitikai nyugalmat élvezett, de fokozódott gazdasági leszakadása. 1910-ben megdöntötték a monarchiát és kikiáltották az első köztársaságot, amely azonban nagyon instabilnak bizonyult, egymást váltották a kormányok és a hadsereg beavatkozásai, míg 1926-ban jobboldali tisztek megdöntötték a köztársaságot és autoriter jobboldali rezsimet vezettek be. António de Salazar félfasiszta rendszere egészen 1974-ig tartott. Ekkor a szegfűs forradalom során Portugáliában demokratikus kormány jutott hatalomra, amely függetlenséget adott valamennyi egykori gyarmatának. Portugália csatlakozott az Európai Unióhoz és az eurozónához, de a 2008-as gazdasági válság és az eurozóna válsága különösen súlyosan érintette.

## Nevének eredete
Portugália neve Portus Cale (Cale kikötője) római város nevéből ered. Cale a Douro folyó torkolatánál elhelyezkedő korai település volt. I. e. 200 körül a rómaiak a második pun háborúban kiszorították a karthágóiakat az Ibériai-félszigetről és eközben elfoglalták Calét és átnevezték Portus Caléra. A germán hódítás után a szvébek és a vizigótok az egész régiót Portucale néven emlegették, ami a 7-8. századra Portugale verzióra változott. A 9. században a Douro és a Minho folyók közötti terület viselte ezt a nevet, majd a 11-12. században már az egész ország.
Cale település nevének eredete és alapítóinak származása bizonytalan. Egyes vélemények szerint görögök alapították és neve a kallisz (καλλις) szóból ered, ami szépet jelent. Mások szerint a kelta gallaecusok törzsének nevét őrzi, esetleg a kelta cala, kikötő szóból ered. Portus Cale helyén ma Portugália egyik legnagyobb települése, Porto terül el; Cale nevét pedig a Portótól délre, a Douro túlpartján fekvő Vila Nova de Gaia őrzi.

## Őstörténet

Ibéria népei a római hódítás előtt

Európa legrégibb, 1,1-1,2 millió éves hominida maradványait az Ibériai-félsziget északi részén találták. A mai Portugália területéről előkerült legősibb, 300-500 ezeréves emberi maradványok a neandervölgyi emberektől származnak. 1998-ban a Lapedo-völgyben megtaláltak egy négyéves gyermek 24 500 éves csontvázát, aki egyes vélemények szerint a neandervölgyiek és cro-magnoniak kereszteződéséből származott. A Côa-folyó völgyében több ezer, i. e. 10-22 000-ből származó, lovakat, bölényeket és egyéb állatokat ábrázoló karcolatokat és véseteket, az Escoural-barlangban pedig barlangrajzokat találtak. A 11-12 ezer évvel ezelőtti utolsó eljegesedés után a javuló éghajlat lehetővé tette a mezőgazdaság térhódítását, egyes gabonafélék termesztését és patás háziállatok tartását. Az újkőkor végén megalitikus kultúrájú népek lakták Portugália déli részét, ahol az egész Ibérai-félsziget egyik legnagyobb dolmenjét, menhireket és kőköröket hagyták maguk után.
A réz és bronz (és emellett az arany, ezüst és különféle kerámiák) használata a félsziget déli részén kezdődött el legkorábban, mintegy i. e. 4000 körül. Az időszámítás előtti első évezred elején Közép-Európából származó kelták áramlottak be Ibériába, ahol elkeveredtek a helyi népességgel és kialakították a mai Portugália területén északon a gallaecusok, középen a luzitánok, délen pedig rómaiak által celticusoknak (celtici) és coniusoknak (conii) nevezett törzseket. A karthágóiak a déli partvidéken elszórtan kereskedőtelepeket hoztak létre.

## Római uralom

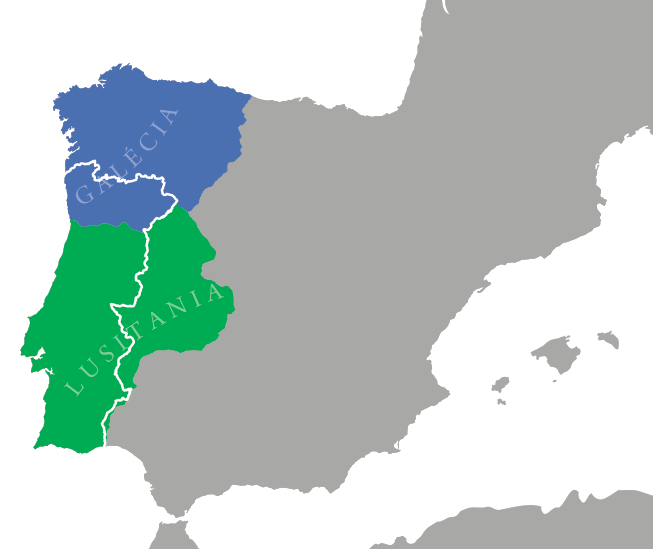
Lusitania és Gallaecia római provinciák

A rómaiak a második pun háborúban, i. e. 218-ban érkeztek meg a félszigetre. Eleinte fő céljuk a karthágóiak elűzése és az ibériai réz-, ón-, arany- és ezüstbányáktól való megfosztásuk volt, de aztán megszállták a Földközi-tenger partvidékét és onnan fokozatosan nyugatra, északnyugatra haladva az egész félszigetet. Eközben a luzitánok különösen makacsul védekeztek, Viriatus vezetésével évekig sikeresen folytattak gerillaháborút a római légiók ellen, míg i. e. 140-ben árulás révén meg nem ölték a tehetséges hadvezért.
Az Ibériai-félsziget teljes elfoglalása mintegy két évszázadba telt, csak i. e. 19-ben, a kantábriai háborúk végével zárult le teljesen. A mai Portugália nagyobbik része Lusitania provinciához, az északi pedig Tarraconensis, a 293-as közigazgatási reform után pedig Gallaecia provinciához tartozott. I. sz. 74-ben Vespasianus latin jogot adott Lusitania legtöbb településének, 212-ben pedig a Constitutio Antoniniana alapján a birodalom minden szabad lakosa római polgárjogot nyert.
A római időkben fejlődött a mezőgazdaság és a bányászat. Elsősorban gabonát és szőlőt termesztettek, a partvidéken pedig jelentékeny volt a halászat. Az itt termelt erjesztett halszószt, a garumot az egész birodalomba szállították. Akárcsak a birodalom többi részén, sűrű úthálózat, vízvezetékek, hidak épültek és fejlődtek a városok: Olisipo (ma Lisszabon), Bracara Augusta (Braga), Aeminium (Coimbra), Pax Julia (Beja). A római uralom egyik legfontosabb örökségeként a lakosság a korábbi kelta nyelvek helyett latinul kezdett beszélni, amely a mai portugál nyelv elődje. A kereszténység a harmadik századtól kezdett terjedni az ibériai provinciákban.

## Germán hódítás
Az 5. század elején a rajnai limes összeomlásával germán törzsek lepték el Galliát, majd 409-ben a vandálok, szvébek és alánok betörtek Hispániába. 411-ben Honorius császár engedélyezte a szvébeknek és a vizigótoknak a letelepedést, ahol azok két független királyságot alapítottak: a szvébek északnyugaton, Braga központtal, a vizigótok pedig Toledo központtal az Ibériai-félsziget többi részét foglalták el (miután 429-ben délre űzték a vandálokat és alánokat). A barbárok térhódításával a városok lakossága meredeken lecsökkent, a kereskedelem és a gazdaság visszaesett. A korábbi római adminisztráció eltűnt, csak az egyház rendszere maradt meg, mert a betelepülő germánok hamar felvették a kereszténységet, eleinte inkább annak ariánus és priscilliánus változatát, majd a katolicizmust. A vizigótok csak az állam kisebb, uralkodó rétegét alkották, amely sokáig nyelvében, szokásaiban és vallásában (arianizmus) is különbözött a romanizált lakosságtól, de fokozatosan átvették a többségi lakosság nyelvét, vallását és törvényeit. 470-től kezdve megromlott a szvébek és vizigótok kapcsolata és végül 585-ben Leovigild vizigót király elfoglalta Bragát és annektálta a szvéb királyságot, uralma alatt egyesítve a teljes Ibériai-félszigetet.

## Iszlám hódítás és a reconquista

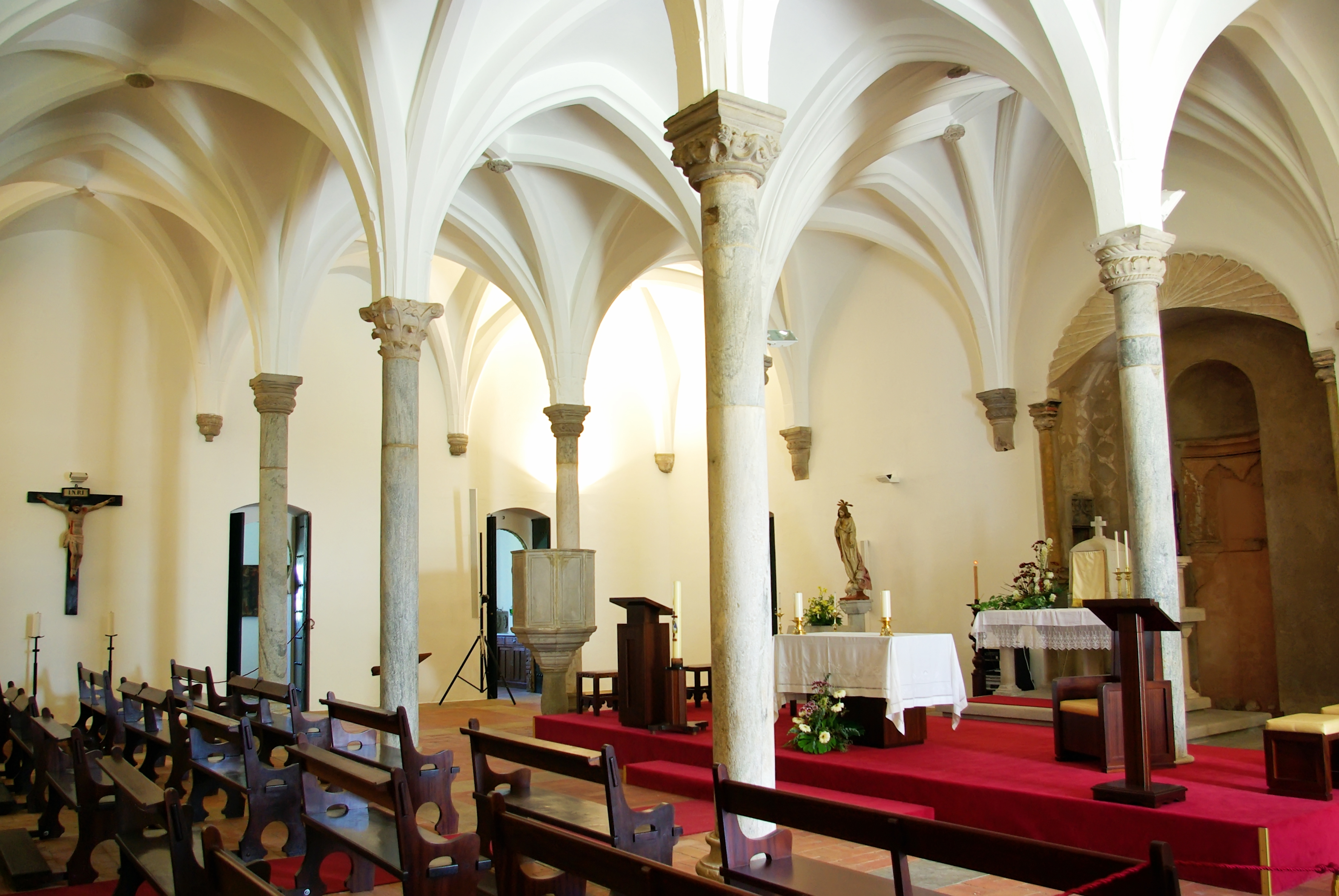
Katolikus templommá átalakított mecset Mértolában

711-ben a II. Agila és Roderich közötti polgárháborút kihasználva Tárik ibn-Zijád észak-afrikai hadvezér berber és arab harcosaival megdöntötte a vizigót királyságot és annak északi részének kivételével megszállta egész Hispániát. A meghódított területet Al-Andalusz néven az Omajjád kalifátushoz csatolta. A félsziget nyugati, mai portugál részét a hódítók Garb al-Andaluz vagy csak Al-Garb néven emlegették (innen ered a mai Algarve neve). A lakosok megtarthatták korábbi, keresztény vagy zsidó vallásukat, de a nem-muzulmánoknak extra adót kellett fizetniük. A muszlimok hosszú távra rendezkedtek be, fejlesztették az infrastruktúrát és a mezőgazdaságot, meghonosították a rizs, a citrus- és barackfélék termesztését.
756-ban az abbászidák megdöntötték az Omajjida kalifátust, de Andalúziában I. Abd ar-Rahmán fellázadt ellenük és megalapította a független Cordobai Emirátust (később kalifátust). Az ibériai államban virágzott a gazdaság, a művészetek és a tudomány. A 10. században Córdoba a világ egyik legnagyobb városa volt.
Egy 1009-ben kezdődő polgárháború több rivális királyságra szakította szét a kalifátust. Portugália muszlim uralom levő részén Badajoz, Sevilla és Silves uralkodója osztozott. 1090-ben a sevillai emír behívta az észak-afrikai Almorávidákat az agresszívan terjeszkedő VI. Alfonz kasztíliai király ellen. Az Almorávidák újraegyesítették az ibériai muszlim államot, amely azonban a dinasztia bukásával néhány évtizeddel később újra szétesett. 1144-1151 között három taifa osztozott Portugália területén: a mértolai, silvesi és tavirai független állam. A Marokkóból érkező Almohád dinasztia egy időre újraegyesítette a félsziget déli részét, de hosszú távon képtelenek voltak megállítani a keresztény előrenyomulást.

### A Portugál Királyság kialakulása
Az muszlim hódítás után a vizigót nemesség egy része az északi partvidéken talált menedéket, ahol megalapították az Asztúriai Királyságot. 868-ban III. Alfonz a Douro határfolyó és a Limia folyó közötti területet Vímara Peresnek adományozta, ahol az megalapította a Portugál (vagy Portói) Grófságot. 959-ben a Dourótól délre a mohamedánoktól elfoglalt területen megalakult a Coimbrai Grófság, amit azonban Almanzor (al-Manszúr cordobai kalifa) 987-ben visszavett. Coimbra területét I. Ferdinánd kasztíliai király foglalta vissza 1064-ben. 1070-ben Nuño Mendes portugál gróf fellázadt a király ellen, de elbukott és II. Garcia a birtokát Coimbrához csatolta. 1093-ban VI. Alfonz vejének, Burgundiai Henriknek adományozta a Portugál Grófságot, aki három évvel később megszerezte Coimbrát is. Halála után özvegye kormányozta régensként a grófságot, míg fia, Alfonz tizennégy évesen szembe nem szállt anyjával és 1128-ban fegyveres erővel magához ragadta a hatalmat. Alfonz ezután legyőzte VII. Alfonz király seregeit is és kikiáltotta a független Portugál Hercegséget. Ezután dél felé terjeszkedett és 1139-ben döntő győzelmet aratott a mórok ellen az ourique-i csatában. 1143-ban Kasztília és León királysága is elismerte a független hercegség létét. 1147-ben Alfonz észak-európai keresztesek segítségével elfoglalta Lisszabont, 1179-ben pedig a pápa királyságnak ismerte el államát. A mai Portugália teljes területét 1249-re sikerült teljesen visszafoglalni a móroktól és 5 évvel később a fővárost Coimbrából Lisszabonba helyezték át. A szomszédos spanyolok csak 240 évvel később, 1492-ben foglalták el teljesen az utolsó ibériai muszlim állam, Granada területét. 1290-ben az állam hivatalos nyelve a latinról a "vulgáris nyelvre", a nép által beszélt latin eredetű portugálra változott. Ugyanebben az évben megalakult a Coimbrai Egyetem, a világ egyik legrégebbi, folyamatosan működő egyeteme. 1297-ben az alcanizesi szerződésben Portugália és Kasztília-León megállapodott a két ország közötti határokról: ezek a határok érdemben azóta sem változtak.
1319-ben a Templomos Lovagrend megszüntetését követően a rend portugál birtokait az újonnan alapított Krisztus Lovagrendjébe szervezték át; a lovagrend fontos szerepet játszott később az ország gyarmati terjeszkedésében (Portugália területén két további lovagrend tevékenykedett: a Santiago Rend és az Aviz Rend).

## Dinasztikus válság

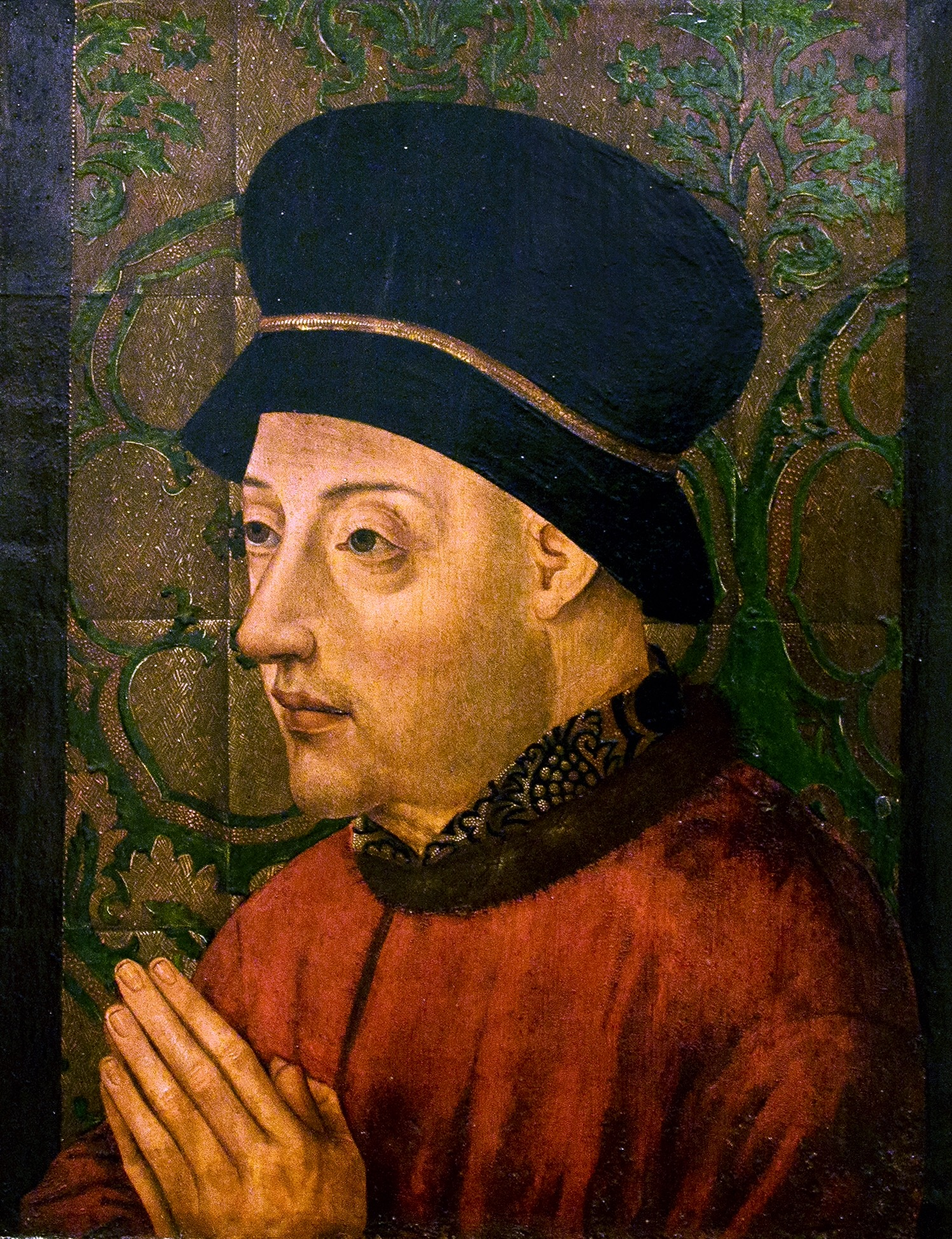
I. „Jó” János portugál király, az Avis-ház alapítója

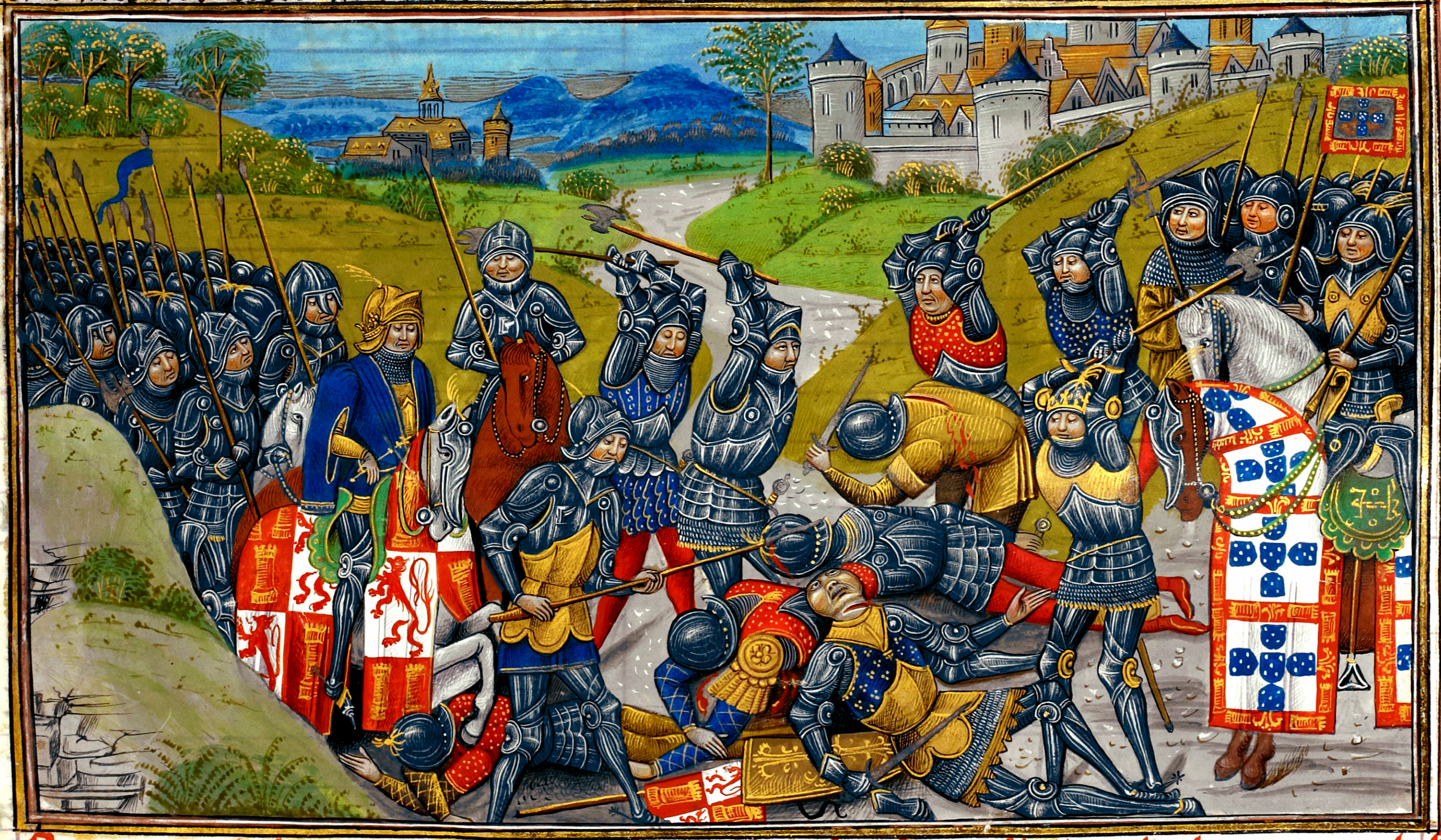
Az aljubarrotai csata

1369-ben I. Péter halálával megürült a kasztíliai trón, I. Ferdinánd portugál király pedig bejelentette trónigényét. Szövetségre lépett Aragóniával és a mórokkal, de a pápa közbenjárására lemondott igényéről és eljegyezte riválisának, II. Henriknek a lányát. Ehelyett azonban szeretőjét vette feleségül, ami miatt Kasztília hadat üzent és megostromolták Lisszabont. Ferdinánd a szintén a kasztíliai trónra pályázó angol herceggel, Genti Jánossal kötött szövetséget.
Ferdinánd 1383-as halála után csak egy lánygyermeket, Beatrixot hagyott maga után, aki a kasztíliai I. Jánoshoz ment feleségül, veszélyeztetve ezzel az ország függetlenségét, sőt létét. A nemesség egy része fellázadt ellene és 1385-ben Péter király törvénytelen fiát, I. Jánost, az Avis-rend nagymesterét választották királynak, aki megalapította az Avis-házat.
Kasztília mindenképp saját jelöltjét szerette volna a portugál trónon látni, ezért seregeket küldtek I. János ellen. A János király és Nuno Álvares Pereira vezette, angol katonákkal kiegészült portugál hadsereg döntő győzelmet aratott az aljubarrotai csatában a túlerőben lévő kasztíliai-francia-aragóniai seregek fölött. A portugál király országa megóvása érdekében stabil, Kasztília ellen bevethető szövetséges próbált keresni. Ezért Genti János lányát vette feleségül és 1386-ban a windsori szerződésben szövetséget kötött Angliával. A szerződés a mai napig is érvényben van, így a legrégebbi ilyen szerződés a világon. A szerződés aláírását követően a portugál csapatok támadásba lendültek és elfoglalták Badajozt, mire a kasztíliaiak bosszúból elfoglalták Viseu városát és felgyújtották. A két fél csak 1402-ben kötött békét. János a háború befejezését követően afrikai hódításokra törekedett és 1415-ben elfoglalta Ceutát.

## A felfedezések kora és a gyarmatbirodalom

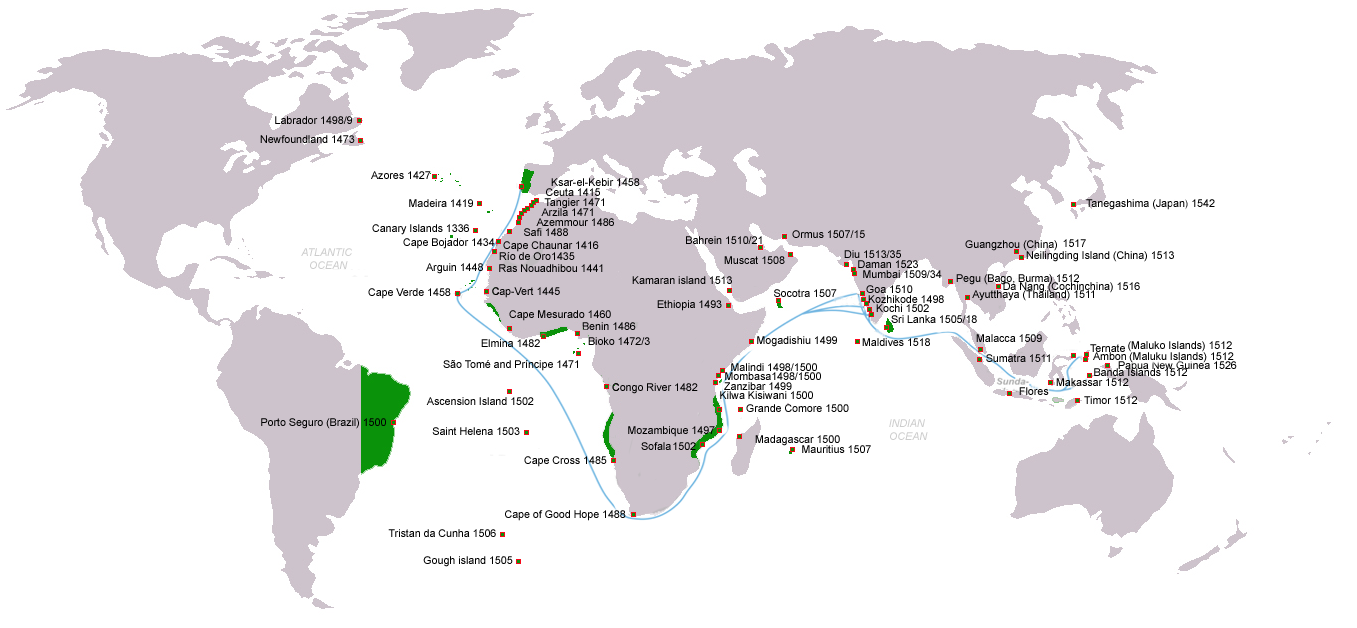
Portugál felfedezések és gyarmatok a 16. században

A portugál expanzió 1415-ben kezdődött, amikor elfoglalták Ceutát a polgárháborúba bonyolódó Marokkótól. A király harmadik fia, Tengerész Henrik által finanszírozott expedíciók sorával felderítették Afrika északnyugati partvidékét és az óceáni szigeteket. A tengeri utakat nagymértékben segítette a tengerálló, gyors vitorlás, a karavella kifejlesztése. 1419-ben felfedezték és betelepítették az addig lakatlan Madeirát, majd 1427-ben az Azori-szigeteket. A Kanári-szigeteken már 1336-tól kezdve próbáltak megtelepedni, de Kasztília is jogot formált a szigetekre, ahonnan az utolsó portugál telepeseket 1459-ben űzték ki.
1434-ben Gil Eanes túlhaladt az ismert világ addigi déli határán, a Bojador-fokon, ezzel megkezdődött az afrikai partvidék felderítése. 1448-ban erődöt építettek a mauritániai partvidék menti kis szigeten, Arguinon, ahonnan az arabokat megkerülve közvetlenül tudtak kereskedni a szubszaharai királyságokkal és támaszpontot nyújtott a további felfedezésekhez. Sorra fedezték fel a Zöld-foki szigeteket és a Guineai-öbölben Fernão Póo, São Tomé és Príncipe szigeteit. Tengerész Henrik 1460-as halála némileg visszavetette az expedíciókat, de az új kereskedelmi lehetőségek behozták a felderítő utak költségeit. 1471-ben a portugálok több próbálkozás után elfoglalták Tangert; 1482-ben a mai Ghána partvidékén megépült az aranyparti kereskedelmet biztosító elminai erőd, 1483-ban pedig Diogo Cão elérte a Kongó torkolatát.
1484-ben egy genovai tengerész, Cristoforo Colombo támogatást kért a portugál udvartól egy Indiába vezető nyugati útvonal felfedezésére, de elutasították. Ehelyett Afrika megkerülésére összpontosítottak; 1487-ben Bartolomeu Dias elérte a Jóreménység-fokot, 1498-ban pedig Vasco da Gama Afrikát megkerülve Indiába hajózott, megnyitva ezzel az indiai kereskedelmet. Ugyanebben az évben João Fernandes Lavrador felfedezte Észak-Amerika észak-atlanti partjait, 1500-ban pedig Pedro Álvares Cabral elérte Brazíliát. Cabral után a következő két évben további hajósok: Gonçalo Coelho, Fernando de Noronha és Amerigo Vespucci érkeztek Brazíliába, akik felmérték a kiterjedt brazil partvidéket.
Mivel 1492-től kezdődően a spanyol felfedezőutak is megindultak, a két ország, megelőzendő a konfliktusokat, VI. Sándor pápa közvetítésével tordesillasi szerződésben megállapodott, hogy a Zöld-foki szigetektől 370 leaguára nyugatra levő hosszúsági foktól nyugatra eső területek spanyol, míg az attól keletre levők portugál érdekszférába esnek.

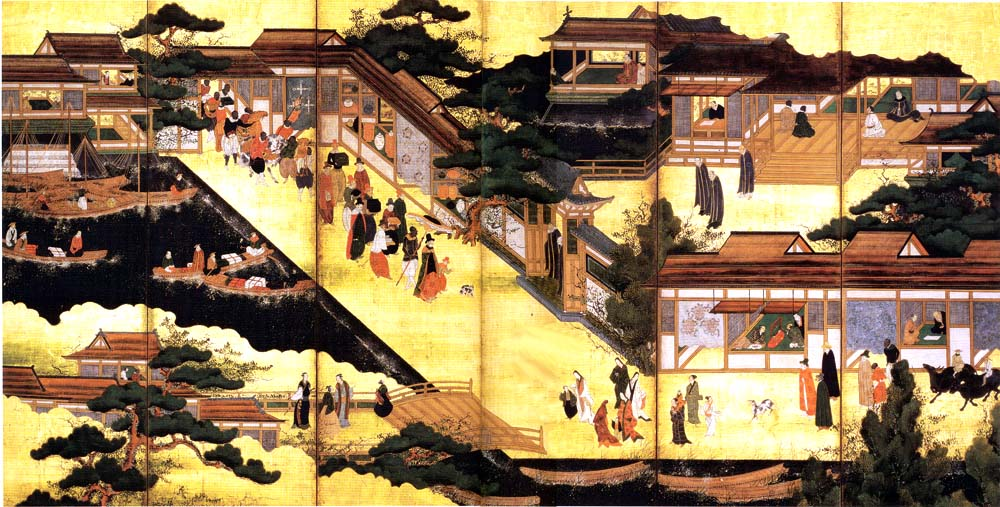
A portugálok megérkezése Japánba

1505-ben Francisco de Almeida felégette vagy megszállta a kelet-afrikai kereskedővárosokat (Kilwát, Mombasát és Zanzibárt), elpusztítva ezzel a virágzó kereskedelmet az Indiai-óceán nyugati felén. Ezután erődöket emelt Indiában a kereskedőállomások védelmére, 1510-ben pedig, miután Kalikutot nem sikerült elfoglalniuk, a portugálok megszállták Goát. Öt évvel később elfoglalták a Perzsa-öböl bejáratát őrző Hormuzt, ahol erődöt emeltek és ezután 80 évre megszállták Bahreint. Miután 1511-ben meghódították a Malakkai-szorost biztosító Malakkát, két expedícióval felderítették a Fűszer-szigeteket és kereskedőtelepeket hoztak itt létre.
Fernão Pires de Andrade 1517-ben elérte Kantont és megnyitotta a kínai kereskedelmet. 1557-ben állandó telep céljára megkapták Makaót. 1542-ben három portugál kereskedő véletlenül felfedezte Japánt és néhány éven belül oda is kereskedőket és misszionáriusokat küldtek.

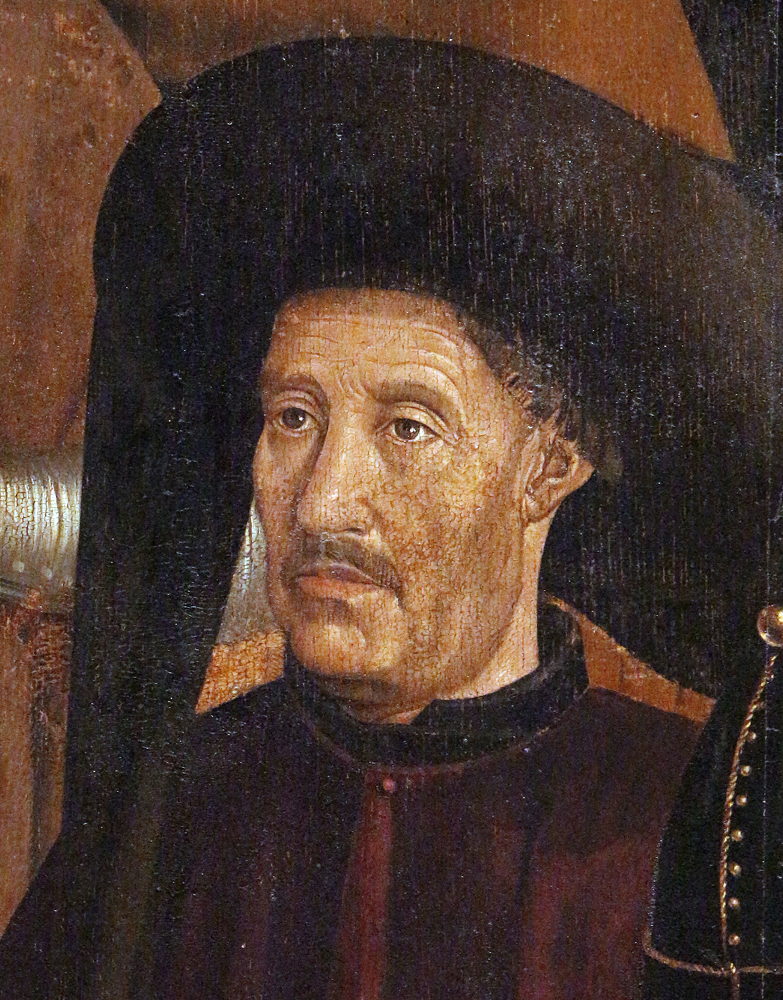
Tengerész Henrik
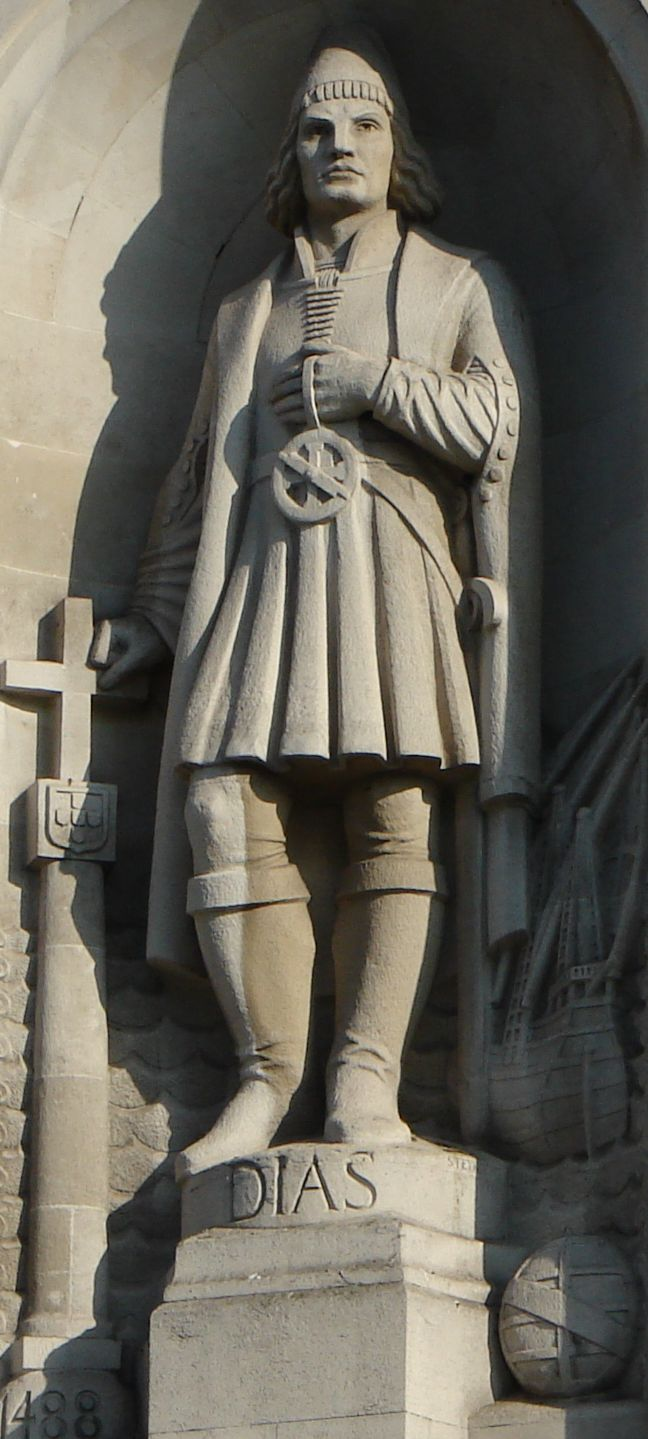
Bartolomeu Dias
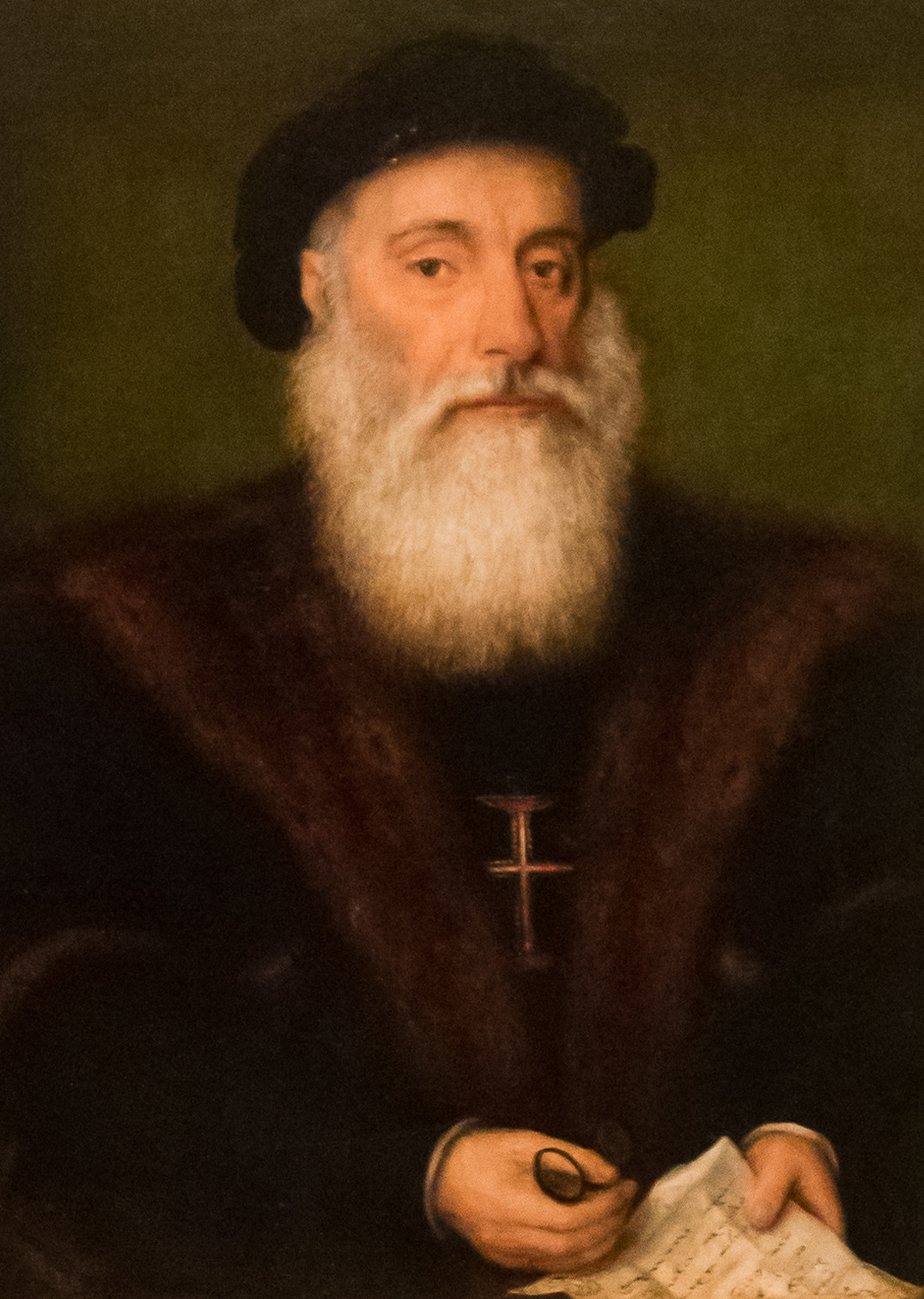
Vasco da Gama
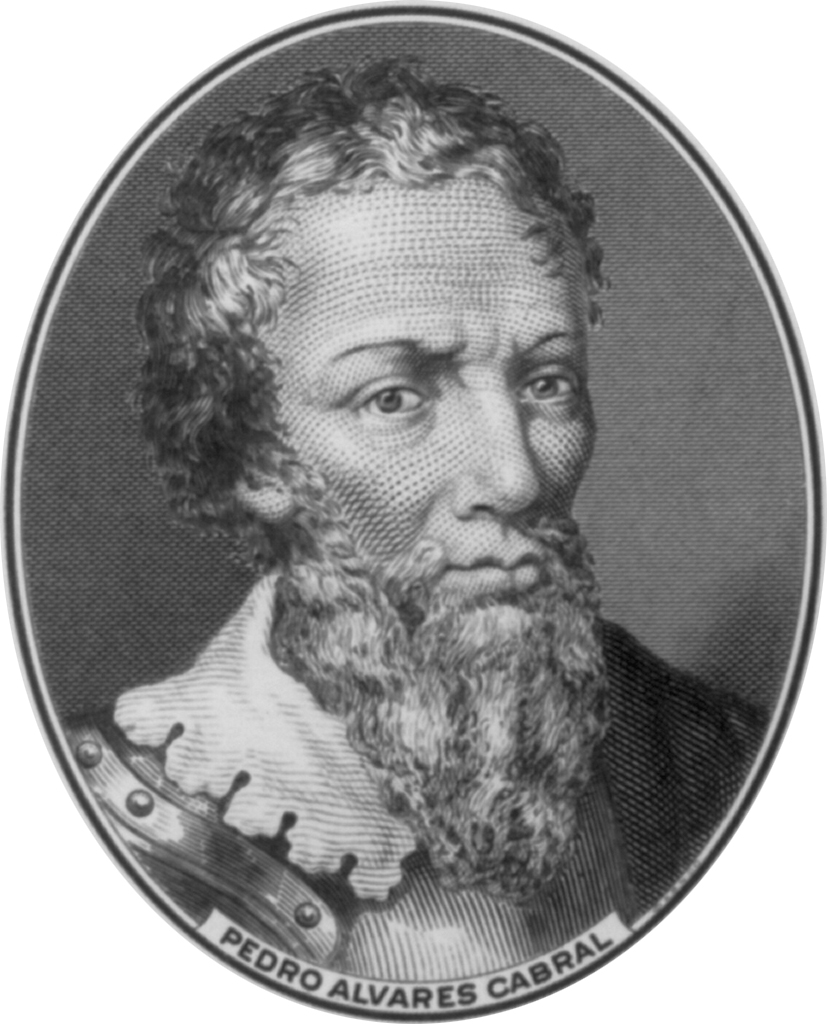
Pedro Álvares Cabral
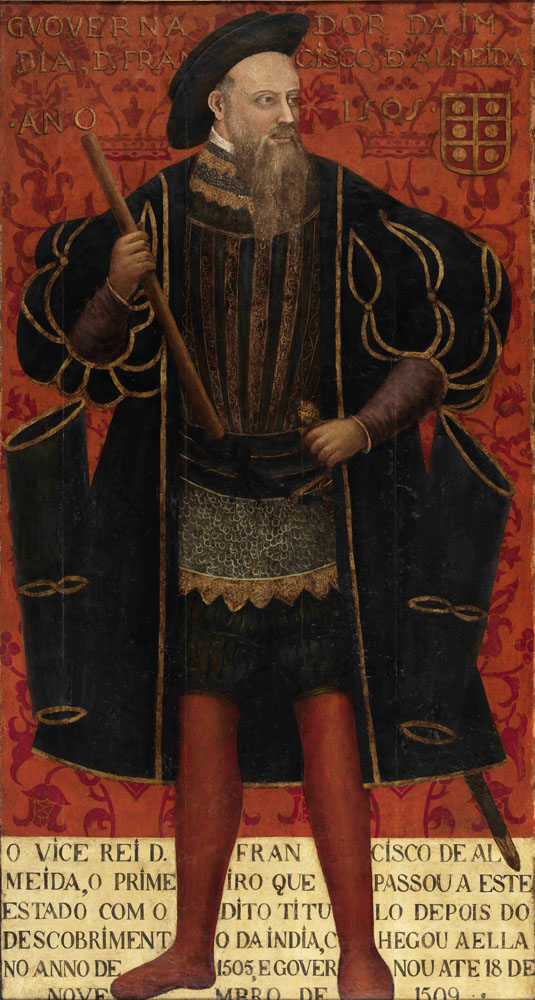
Francisco de Almeida
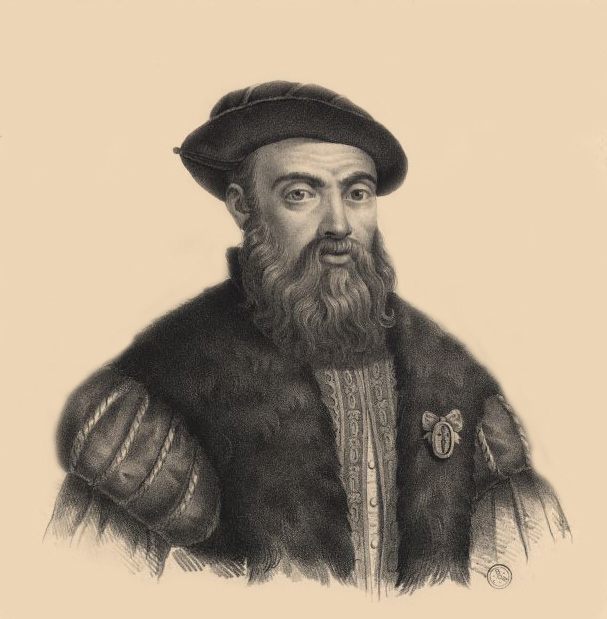
Fernão de Magalhães

## Spanyol-portugál unió
1578-ban a keresztesháborúk lázában élő, fiatal és idealista Sebestyén király törvényes örökös hátrahagyása nélkül elesett Marokkóban. Nagyapjának idős öccse, Henrik bíboros foglalta el a trónt, de két évvel később ő is meghalt. II. Fülöp spanyol király, aki anyai ágon a portugál uralkodóházból származott, erre hivatkozva bevonult Portugáliába és a két országot perszonálunióban egyesítette. A spanyol uralmat ellenzők I. Mánuel törvénytelen leszármazottjában, António cratói perjelben reménykedhettek, akit meg is koronáztak, de a bevonuló spanyol csapatok elől kénytelen volt az Azori-szigetekre menekülni. Antal mellett felbukkantak további trónkövetelők is. Több ember is állította, hogy ő a halottnak hitt Sebestyén király és összesen négy ál-Sebestyént jegyzett fel a történetírás.
A 16. századi aranykor után a portugálok gazdagsága megcsappant. Bár Portugália formálisan önálló állam volt, a gyakorlatban Madridból kormányozták. Külpolitikája a spanyolokéhoz volt kötve, így hadat viselt régi szövetségese, az angolok ellen (emiatt elveszett Hormuz). Nagyobb veszteséggel járt, hogy a dinasztikus unió miatt szembekerült a karibi térségben és az Indiai-óceánon aktívabb Hollandiával. 1624-ben a hollandok elfoglalták a brazil gyarmat teljes északi partvidékét és a székhelyet, Salvadort. Bár a következő évben spanyol segítséggel nagyrészt sikerült kiszorítani őket, a hollandok hosszú távú versenytársak maradtak és kalózhajóik rendszeresen fosztogatták a portugál kereskedőket.

## A restaurációs háború

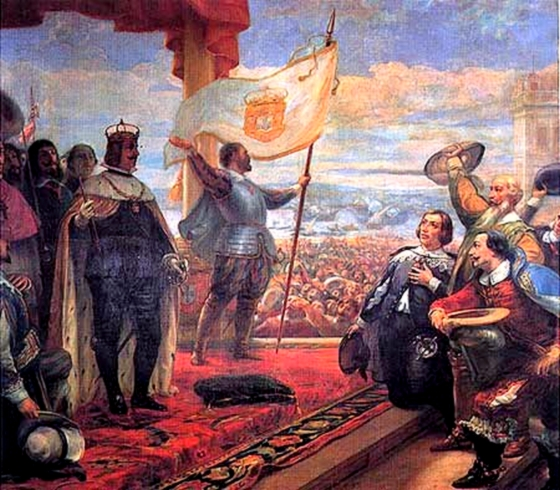
IV. János megkoronázása

A korábban formálisan függetlenként kezelt Portugáliát IV. Fülöp (III. Fülöp portugál királyként) megpróbálta Spanyolország tartományává tenni és az addig jelentős előnyöket élvező portugál nemesek kiszorultak az udvarból. A két ország gazdaságilag is komoly problémákkal küzdött, Spanyolország pedig belebonyolódott a harmincéves háborúba. 1640-ben a portugálok fellázadtak és Braganza hercegét IV. János néven királlyá választották. Fülöp ebbe nem egyezhetett bele és erővel próbálta visszaterelni Portugáliát a Habsburg-uralom alá. A háború 28 évig tartott, de nagyrészt határmenti fosztogatásokból és portyákból, illetve néhány alulfinanszírozott inváziós próbálkozásból állt. Portugália a franciák és az angolok támogatását élvezte, de eközben háborúban állt a hollandokkal. Spanyolország azután sem volt képes elegendő pénzt és katonát előteremteni a döntő hadjáratra, hogy 1648-ban véget ért a harmincéves háború. IV. János halála után kiskorú, beteg fia, VI. Alfonz és a régensként uralkodó anyakirálynő belpolitikai problémákkal is küzdött. 1662-ben a spanyolok elfoglaltál Évorát, de a portugálok angol segítséggel kiszorították őket és több győzelmet arattak a csatatéren. Spanyolország végül 1668-ban elismerte Portugália függetlenségét.

## Portugália a 18. században

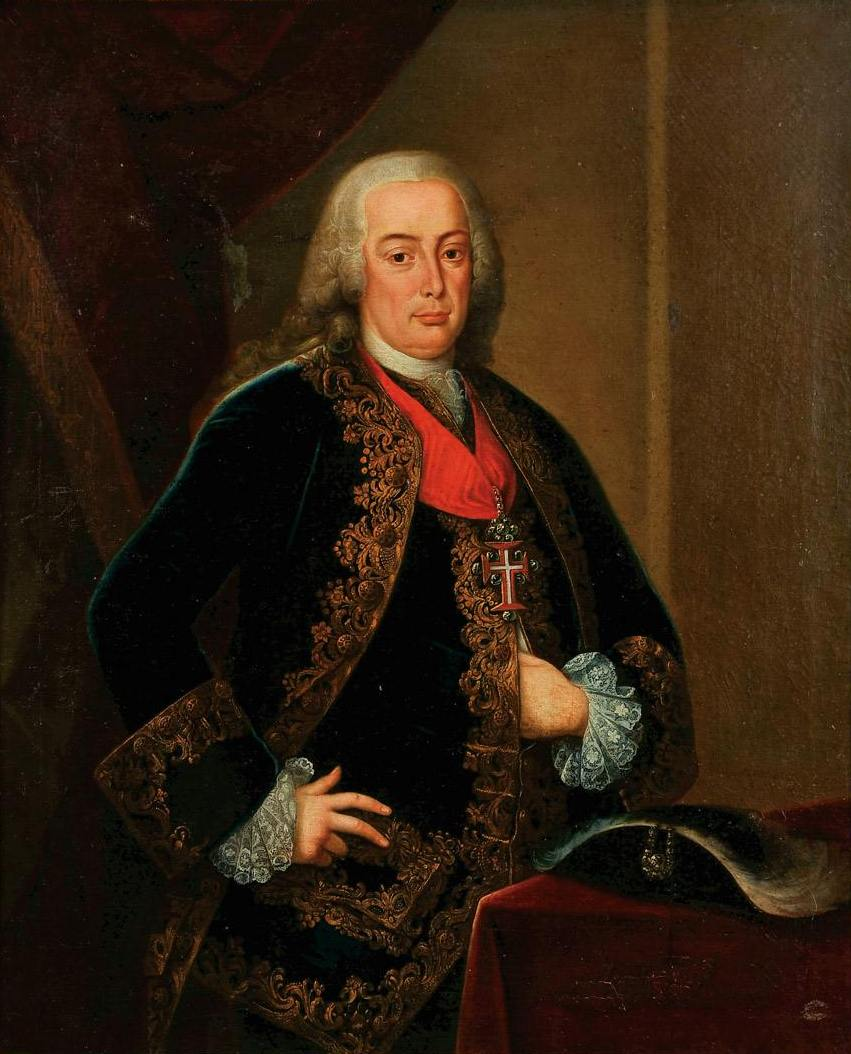
Pombal márki

Az Alfonzt 1683-ban követő II. Péter feloszlatta a nemesi országgyűlést, a cortest és abszolút monarchiát bevezetve, egyedül kormányozta az országot. 1697-ben nagy kiterjedésű arany-lelőhelyekre bukkantak Brazíliában, ami nagyban gyarapította Portugália gazdaságát és közel harmincéves gazdasági fellendülést hozott. 1703-ban Péter király megkötötte Angliával a methueni szerződést, mely rendkívül fontos volt a két ország kereskedelme szempontjából és garantálta a mindenkori portugál borexportot Angliába (az egyezmény 1810-ig maradt érvényben). A király 1706-os halála után utódja, V. János, a „portugál Napkirály” nem hívta össze a nemesi országgyűlést, az abszolutizmus jegyében kormányzott és a brazíliai aranynak hála hatalmas építkezésekbe kezdett és fényűző udvartartást vezetett be. Uralkodása alatt virágzott az országban az építészet, a kultúra és a művészet. A király 1714-ben, József herceg születését követően egy grandiózus építmény, a Mafra-palota építésére adott megbízást. Az épület a tervek szerint a spanyol El Escorial-i kolostor mintájára épült volna meg, az épületegyüttes fő homlokzata 200 m hosszú; középső része a bazilika, két szárnya a palota, illetve a kolostor. 880 szobát, 300 cellát, 4500 ajtót, illetve ablakot, 154 lépcsőt, 29 belső udvart foglalt magába. Az építkezést 1730-ban fejezték be, és ez a palota lett a portugál királyok nyári rezidenciája. A nagy fényűzés ellenére a Brazíliából jött gazdagság jóvoltából a portugál mezőgazdaság és ipar sokáig nem fejlődött, a földművelő parasztság rendkívüli szegénységben tengődött. V. János 1750-ben meghalt. Fia és örököse, I. József szinte teljesen visszavonult a napi politikától és a kormányzást tehetséges miniszterére, Sebastião de Melóra, Pombal márkijára hagyta. De Melo angol mintára gazdasági reformokat léptetett életbe, eltörölte a rabszolgaságot az anyaországban és az indiai gyarmatokon, átszervezte a hadsereget és a flottát és megújította a coimbrai egyetemet. Európában elsőként szabályozta a portói bor termelést, hogy garantálhassa a minőségét.
1755. november 1-én hatalmas földrengés rázta meg Lisszabont, a földdel téve egyenlővé a várost. Becslések szerint a 200 ezres lakosságból 30-40 ezer veszett oda a rengés, a szökőár és a tűzvész miatt. A szervezett mentésnek köszönhetően nem tört ki járvány és az újjáépített belváros épületeit modelleken kipróbálva úgy tervezték meg, hogy ellenálljanak a földrengéseknek.
1758-ban a diktátorként kormányzó de Malóval elégedetlen nemesek megpróbálták meggyilkolni a királyt. A főminiszter kemény kézzel torolta meg a kísérletet, kivégeztette Aveire hercegét, bebörtönöztett mindenkit, aki csak gyanúba került és kitiltotta az országból a jezsuita rendet. A Pombal márkijává előléptetett miniszter egészen 1779-ig uralkodott felvilágosult diktátorként a király helyett, egészen József haláláig. Utódja, Mária királynő nem kedvelte Pombalt és megtiltotta neki hogy 20 mérföldnél közelebb tartózkodjék hozzá, véget vetve a hatalmának.

### Portugál-spanyol háborúk
1707-ben a spanyol örökösödési háború egyik hadműveleteként a Minas márkija, António Luis de Sousa által vezetett portugál-angol-holland sereg bevette Madridot, bár a Bourbon-hű spanyol csapatok a következő évben visszafoglalták a fővárost.
1762-ben Franciaország és Spanyolország megpróbálta rákényszeríteni Portugáliát, hogy adja fel Nagy-Britanniával való szövetségét, mert az a hétéves háborúban túlságosan megerősödött. I. József ezt megtagadta, mire spanyol-francia csapatok lépték át az északi és északkeleti határt, és elfoglalták Almeidát. A brit segítség megérkezése után a portugálok a Valencia de Alcántara-i csatában legyőzték és kiűzték a megszállókat. A következő évben békét kötöttek.

## 19. század

### Napóleoni háborúk

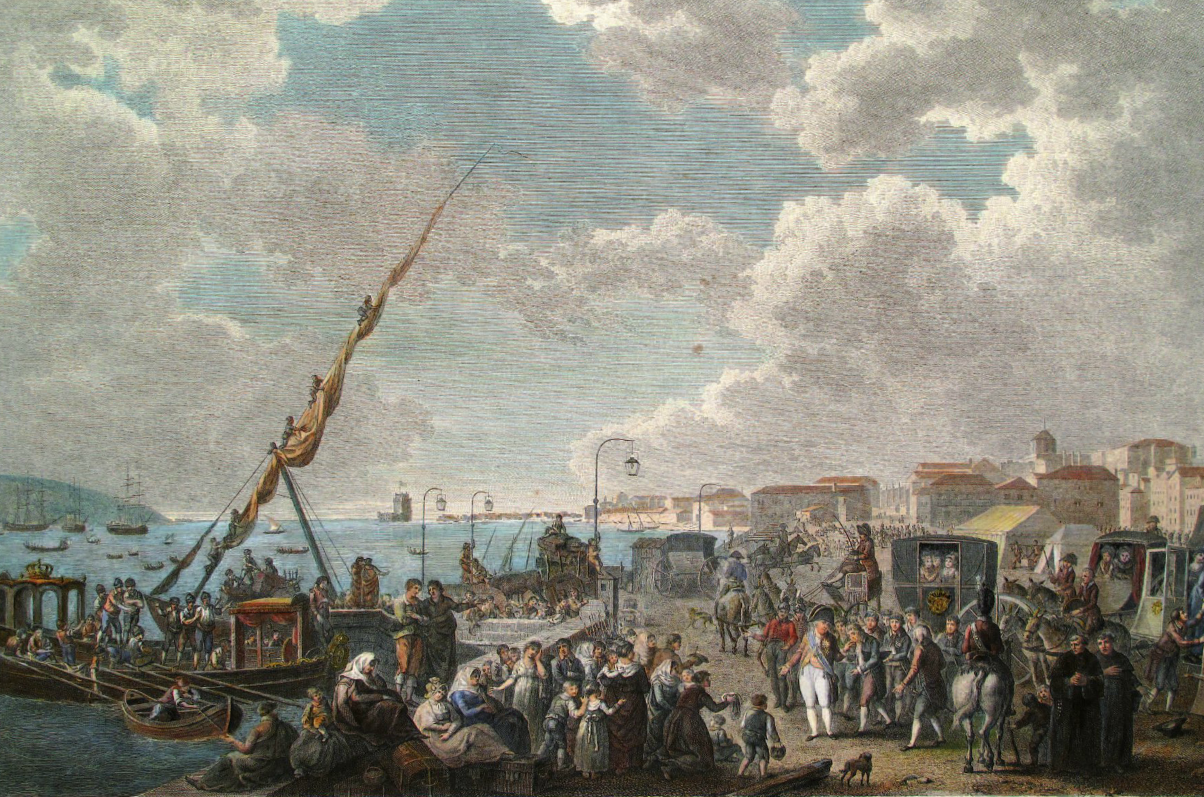
A portugál királyi család hajóra száll Brazília felé

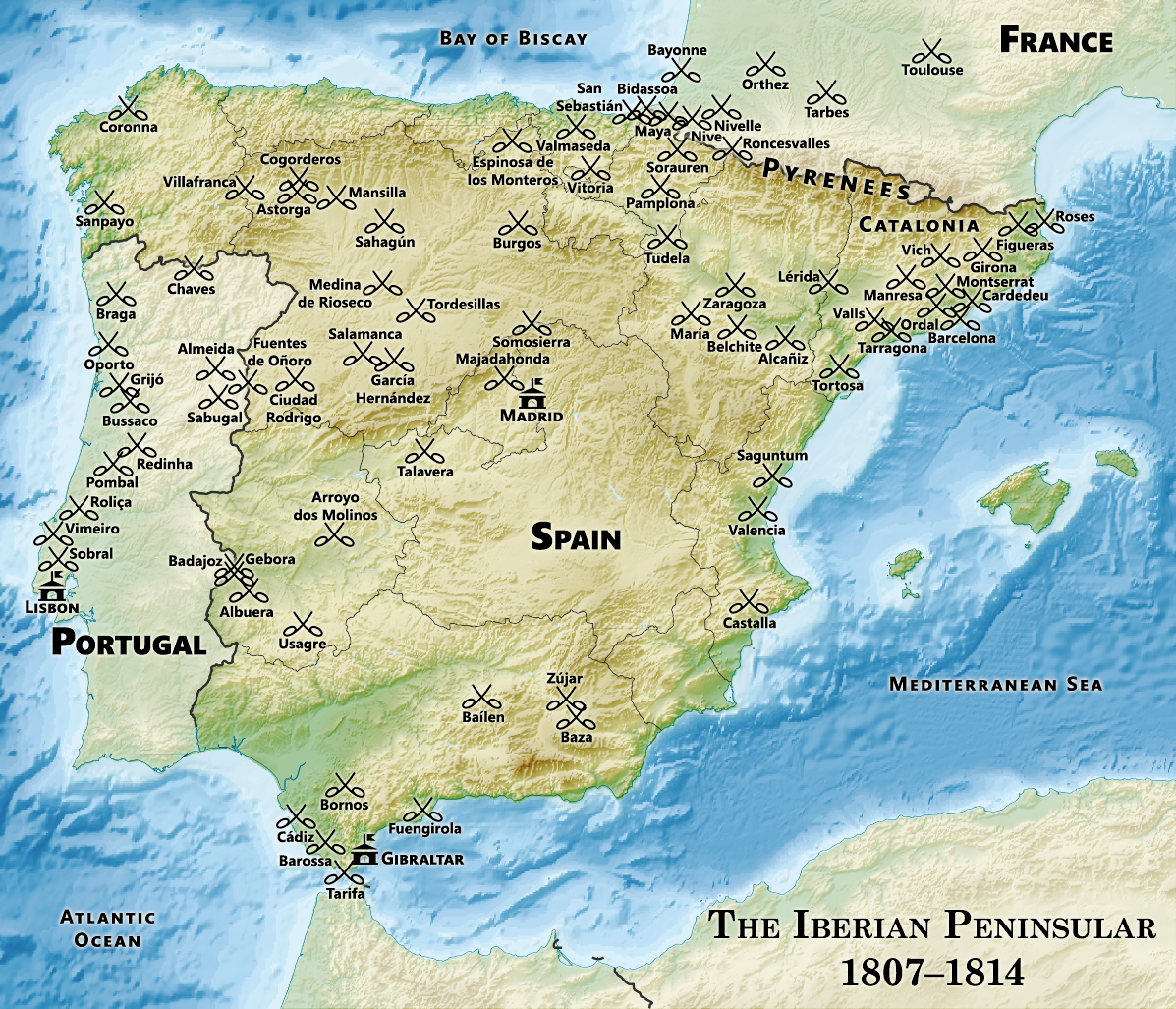
A félszigeti háború fontosabb csatái

1801-ben Bonaparte Napóleon francia császár azzal a követeléssel fordult Portugáliához, hogy az kössön katonai és gazdasági szövetséget Franciaországgal és területe egy részét engedje át. Ezt az uralkodó nem fogadta el, mire áprilisban először a francia, majd májusban a spanyol csapatok is megtámadták az országot. A Manuel Godoy vezette spanyol sereg elfoglalta Olivença városát, majd továbbnyomult Lisszabon felé. Az utókor által csak a „narancsok háborújának” nevezett konfliktust az 1801. júniusában megkötött badajozi béke zárta le, aminek értelmében Portugáliának le kell zárnia kikötőit az angol kereskedelmi hajók előtt, jóvátételt kellett fizetnie, továbbá Olivença városát át kellett adnia a spanyoloknak, Brazília egyes részeit pedig Francia Guyanához csatolták. A nem túl tartós béke megkötése ellenére a portugál vezetés igyekezett kijátszani az Európa szerte kialakuló kontinentális zárlatot. 1807. október 27-én a Francia császárság és Spanyolország megkötötte a fontainebleau-i szerződést, amelyben a két fél megegyezett Portugália megszállásáról és három részre osztásáról.
1807 novemberében Napóleon felszólította az országot régensként irányító János herceget, hogy Portugália csatlakozzon a kontinentális zárlathoz. Ezt a régens elutasította, mire a Junot tábornok vezette francia csapatok lépték át az ország határát. A többszörös túlerőben lévő francia csapatok december 1-én harc nélkül elfoglalták Lisszabont. A királyi család angol hadihajók segítségével Brazíliába menekült. Néhány hónappal a megszállás után, 1808-ban Portóban francia-ellenes felkelés tört ki. Két hónappal később a Arthur Wellesley vezette angol intervenciós csapatok Coimbrában partra szálltak, s rövid idő alatt legyőzte a főváros környéki francia csapatokat. A megmaradt francia csapatok egyezséget kötöttek az angolokkal, s szabadon elvonultak a nagy hadizsákmánnyal együtt. Napóleon azonban nem adta fel, s újra megtámadta Portugáliát. A franciák ellen felálló angol hadnak megint Wellesley lett a vezetője, akivel további tisztek érkeztek, hogy kiképezzék az újra felálló portugál hadsereget. A támadó franciák most is sikereket értek el, s egészen Portóig megszállták az országot, de az angolok kiszorították őket. Az angol nagykövet, William Beresford vikomt által kiképzett és betanított, és marsalli rangban általa vezetett új portugál hadsereg 1810 szeptemberében esett át a tűzkeresztségen, mikor Arthur Wellesley csapatai mellett részt vett a bussacói csatában. A harmadik francia támadást a portugál lakosok nagy erőfeszítései által emelt árok és sáncrendszer segítségével tudták véglegesen megállítani, de a brit brit intervenció teljesen csak 1812-re szabadította fel teljesen Portugáliát a megszállás alól. A francia megszállás miatt a főváros Rio de Janeiróba költözött és csak 1821-ben, Brazília függetlenné válása után került vissza Lisszabonba.

### Az 1820-as forradalom és a portugál polgárháború

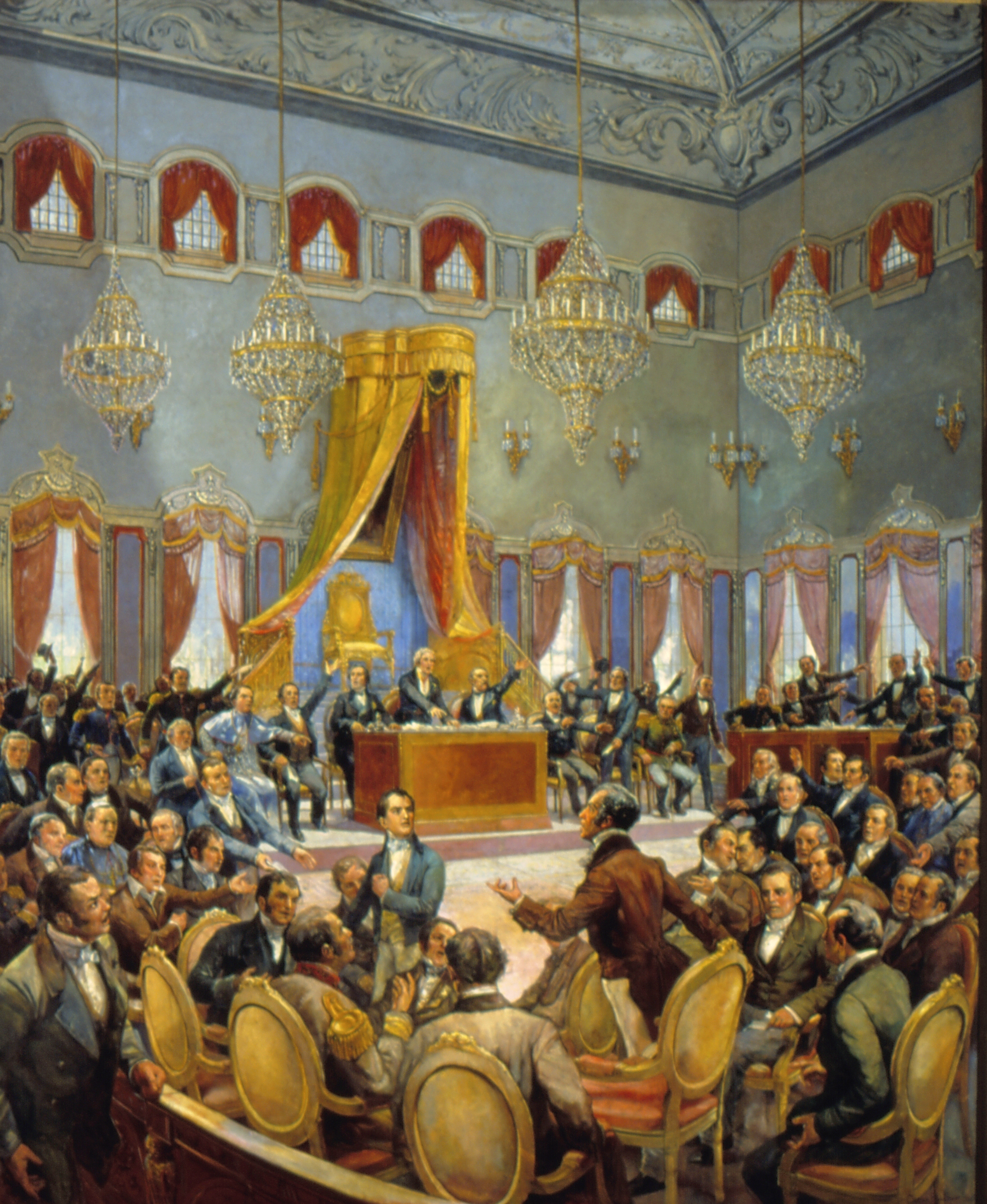
Az 1820-ban megalakult alkotmányozó országgyűlés

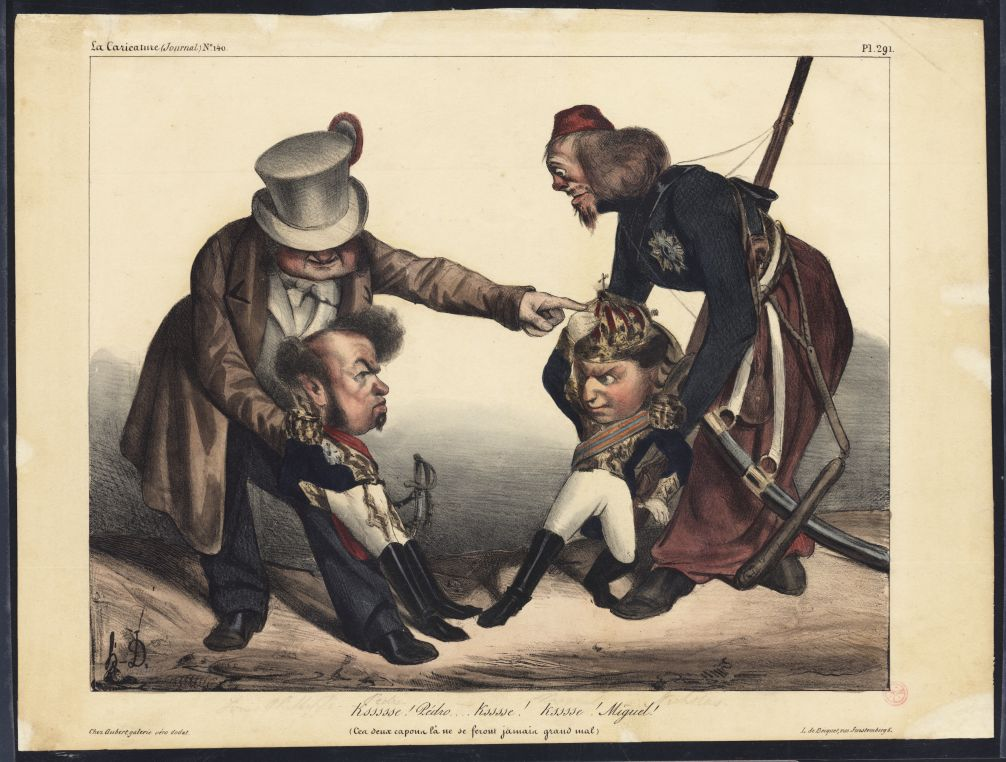
1833-as karikatúra Péter és Miguel vetélkedéséről

Napóleon bukását követően az ország gyakorlatilag brit megszállás alatt volt, mellyel a lakosság széles rétegei tápláltak nagyfokú ellenszenvet, s szervezkedés indult a britek ellen. Az események azután gyorsultak fel, amikor a bécsi születésű, a napóleoni háborúk alatt kitüntetett Gomes Freirét összeesküvés vádjával letartóztatták és hazaárulásért kivégezték. A kivégzés után a megszállókkal szembenállók mártírként tisztelték Freirét, s Beresfordot hibáztatták a haláláért. Az elégedetlenség 1820. augusztus 24-én Portóban forradalomba csapott át, ahol nyolcvan kereskedő és arisztokraták egy csoportja nyíltan kinyilvánította véleményét az angol megszállásról. A forradalom azonban radikálisabb útra tért, mikor az szeptember 15-én átterjedt a fővárosra is, ahol katonák egy csoportja vezette a tömeget. A két város mozgalmainak vezetői Coimbrában találkoztak, hogy megfogalmazzák követeléseiket, miszerint az angoloknak el kell hagyniuk hazájukat, a királyság intézményét helyre kell állítani és a brazíliai kereskedelmet újra kell indítani. A forradalmárok ezután választásokat írtak ki, s az ezt követően felálló alkotmányozó országgyűlés feladata az volt, hogy megírják az ország alkotmányát. Az alkotmány készítő óvatos szerénységgel láttak hozzá feladatukhoz, de csakhamar a parlament két táborra szakadt, s végül az elhúzódó törvénykezés a meglepően radikális 1822-es alkotmányban csúcsosodott ki, mely a spanyolok 1812-es cádízi alkotmányán alapult. A király a követeléseknek megfelelően visszatért, de hatalma meggyengült, miután Brazília kikiáltotta a függetlenségét fia, I. Péter brazil császár vezetésével. Az ország a polgárháború szélére sodródott, s az a veszély is fennállt, hogy a radikális alkotmány miatt a francia csapatok támadhatják meg az országot, Spanyolországhoz hasonlóan. A Portugália életében jelentős ideig elhúzódó forradalom első szakasza az akkor még ismeretlen João Carlos de Saldanha dandárparancsnok puccsával ért véget, aki bevonult Lisszabonba és alkotmányos kompromisszumot ajánlva a király részben visszakapta uralkodói hatalmát, s evvel a forradalomnak egy időre vége szakadt.
VI. János halála után örökösödési krízis lépett fel. Legidősebb fia, Péter Brazília császára volt és rövid ideig mindkét országot kormányozta. Azonban egyik fél sem akart közös monarchiát és Péter lemondott a portugál koronáról hétéves lánya, Mária javára azzal a feltétellel, hogy ha nagykorúvá válik, Péter öccséhez, Miguelhez megy feleségül. A Péter alkotmányos reformjaival elégedetlen nagybirtokosok és az egyház 1828-ban Miguelt kiáltotta ki királynak, minek következtében kitört a polgárháború és 1834-re Péter lemondásra kényszerítette öccsét és Máriát visszahelyezte a trónra. Az abszolutisták veresége után a liberálisok két ága, a mérsékelt cartisták és a progresszív setembristák közötti küzdelemmel zajlott a következő évtized. 1838-ban hatályba lépett az új alkotmány, azonban a cartistákat támogató királynő Antónió de Costa Cabral igazságügy-miniszternek adta át a hatalmat. Costa Cabral puccsot hajtott végre és 1848-ig diktátorként kormányzott, de egy újabb forradalom kirobbanása emigrációba kényszerítette egy rövid ideig, de tárgyalásokat követően újra vezető posztra került három évig, mikor is 1851-ben Carlos de Saldanha vezette katonai puccs véget vetett hatalmának, amivel együtt véget ért a forradalmak ingatag időszaka.

### A „megújulás” korszaka és a brit ultimátum

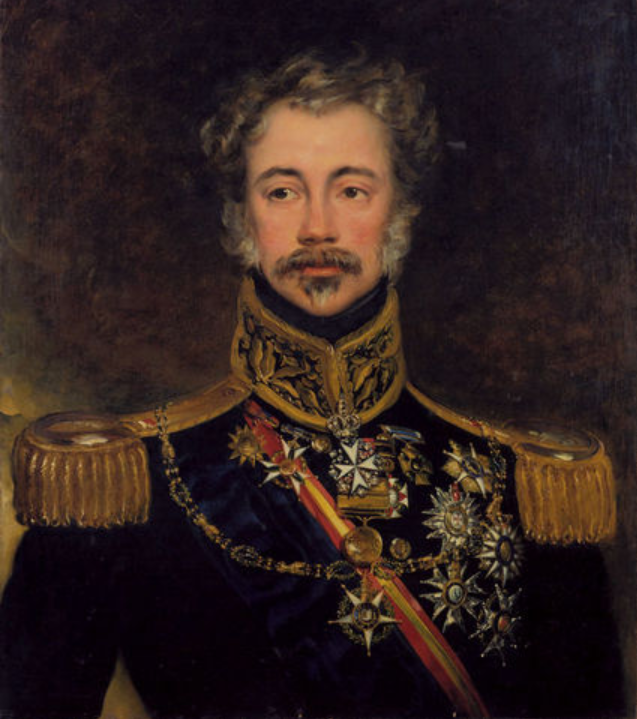
João Carlos de Saldanha, Saldanha hercege, Portugália négyszeri miniszterelnöke (1835, 1846-49, 1851-56, 1870)

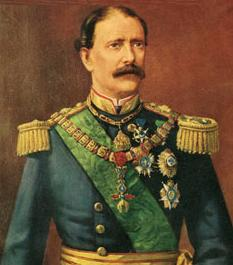
Fontes Pereira de Melo portugál politikus és mérnök, miniszterelnök (1871-77, 1878-79, 1881-86)

A rózsaszínű térkép, mely egy egységes portugál gyarmatot ábrázol Afrikában

Az országban 1851-ben, João Carlos de Saldanha herceg miniszterelnökké válásával kezdődő ún. megújulás demokratikus időszaka egy kétpártrendszeren alapuló kormányzatot hozott létre, mely modernizálni igyekezett az országot és annak gazdaságát. Az országban kezdeményezett közmunkaprogramok segítségével sikerült létrehozni először a korszerű posta intézményét (ekkor adták ki az ország első bélyegeit II. Mária arcképével), villanytávíró-rendszert építettek ki, továbbá fejlett útrendszer kiépítésébe kezdtek. Ugyan ebben az időben lendült fel a vasútépítés is, melynek a Spanyolországgal és rajta keresztül Európával való összeköttetés mellett az országon belüli közlekedés felgyorsítása is célja volt. 1853-ban meghalt Mária királynő, utódja V. Péter lett, aki felett néhány évig özvegy férje, II. Ferdinánd volt régens. Hosszú uralkodásuk idején az ország az alkotmányos monarchia, egyéni jogok és a szabad sajtó biztosította belső stabilitást élvezett. Ferdinánd, Péter és I. Lajos felismerték, milyen fontos, hogy ha az ország két pártja felváltva gyakorolja a hatalmat, akkor többen részesülhetnek a kormányhivatalokkal járó előnyökből, s így csökken a politikai összecsapások hőfoka. 1869-ben névlegesen megvalósult a liberálisok régi célja, eltörölték a rabszolgaságot a gyarmatokon.
Az 1850-es években a bor magas árának köszönhetően az Portugália virágzó ország volt. Azonban az 1860-as években a portugál bor iránti kereslet jelentősen megcsappant, ezzel szemben az import búza ára az egekbe szökött, s ez nehéz gazdasági helyzetbe sodorta az országot. 1870-ben az európai gazdasági visszaesés következményeként újabb pénzügyi válság tört ki, s a tehetetlen kormányt Saldanha vezetésével újabb puccs söpörte el. A puccsot követően visszatért a politikába több régi parlamentarista politikus is, köztük Fontes Pereira de Melo, aki három alkalommal is miniszterelnök tisztséget vállalt és harmincöt éven keresztül a portugál politika meghatározó alakja volt. Az ún. fontismo időszaka alatt nőtt a közmunkák száma, nőtt a gyári termelés és a vasútépítések száma, ezen kívül a megbízható vasúti szállításnak hála a mezőgazdasági bevételek is megnőttek. Ennek ellenére az 1890-es évekre Portugália gazdaságilag kezdett leszakadni Európa többi országától, s 1913-ra már lényegesen elmaradt az európai gazdasági normáktól, bár világviszonylatban nem lehetett ugyanezt mondani. A romló gazdasági helyzet azonban iparosítás ügye mellett újra felvetette a gyarmatosítás ügyét.
A portugál politikusok gyarmati elképzeléseit az ún. rózsaszínű térkép (Mapa cor-de-rosa) foglalta magába, ami egy nagy kiterjedésű, egységes afrikai portugál gyarmatot ábrázolt, összekötve az akkor portugál uralom alatt álló Angolát és Mozambikot, magába foglalva a mai Zambiát, Zimbabwét és Malawit. A portugál elképzelésnek azonban véget vetett Belgium és Nagy-Britannia gyarmati törekvései. II. Lipót belga király igényt támasztott az egész Kongó-Zaire-i hátországra, ami a portugál királyi házzal (Szász–Coburg–Gothai) való rokonsága miatt nem is nélkülözött minden alapot. Belgium ügyesen előkészített diplomáciai húzásával másfél millió négyzetkilométernyi, elefántban és gumiban gazdag területet szerzett magának, ami magába foglalta Katanga tartomány régi rézbányáit is. Portugáliát a hatalmas terület elvesztését követően a Cabinda-öböl feletti fennhatóság jogával kárpótolták, de ez a terület csak hatvan évvel később vált az ország számára rendkívül fontossá, amikor olajat találtak a területén. Nagy-Britannia dél-afrikai gyarmatának vezetője, Cecil Rhodes angol segítséggel igényt támasztott a Zambézi-medencére, amely többek közt azért is fontos volt az angolok számára, mivel vasúttal akarták összekötni Kairót és Fokvárost, saját gyarmataikat. Lord Salisbury, Nagy-Britannia miniszterelnöke 1890-ben ultimátumban követelte a terület átadását a Portugál királytól, I. Károlytól. I. Károly mindenképp el akarta kerülni a háborút a kor legerősebb nagyhatalmával, az ország régi szövetségesével. Ezért kénytelen volt elfogadni a brit kormány ultimátumát, amely arra kényszerítette a Angola és Mozambik között állomásoztatott csapatokat, hogy vonuljanak ki a területről. A brit ultimátum elfogadásával szertefoszlott az egységes afrikai portugál gyarmat és a Transzafrikai Vasút terve. Az ultimátum elfogadása a republikánusok segítségével hamar nyilvánosságra került. Az általános vélemény szerint Anglia hátbaszúrta legrégebbi szövetségesét. Az ultimátum elfogadása belső válsághoz vezetett, a kormány megbukott és 1891-ben Portóban köztársaságpárti felkelés tört ki. A felkelést leverték, cenzúrát vezettek be, de a monarchia veszélyesen megingott.

## Az első köztársaság

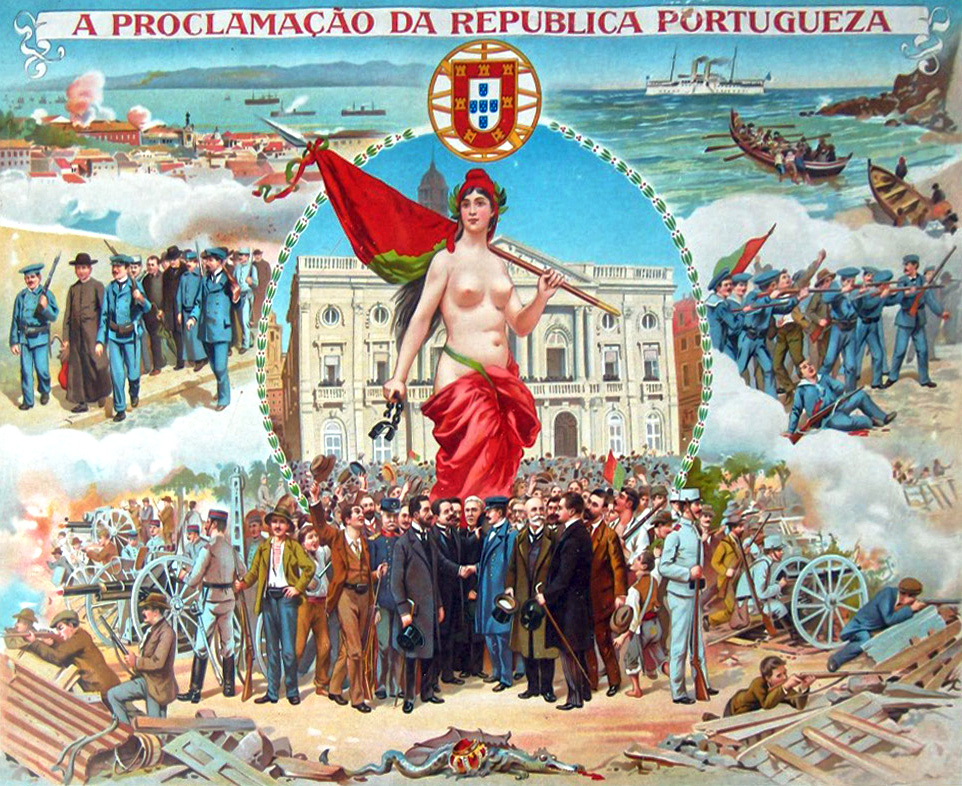
Az első köztársaság kikiáltása

A külpolitikai kudarc, a királyi család költekezései és az ország egyre nyilvánvalóbb gazdasági lemaradása aláásták a monarchia tekintélyét és általános elégedetlenséghez vezettek. Ez csak tovább fokozódott, mikor az egymás után megbukó kormányokat követően a király a parlamentet megkerülve João Francót nevezte ki miniszterelnöknek, akinek autoriter kormányzása következtében tüntetésekre került sor. 1908. február 1-jén meggyilkolták a fővárosba hintón visszatérő I. Károly királyt és örökösét, Lajos Fülöp herceget. Az új király Mánuel herceg lett, azonban nem birtokolhatta sokáig a trónt. 1910. október 5-én a brazil elnök látogatását kísérő tüntetések a hadsereg és flotta egy részének felkeléséhez és forradalomhoz vezettek. Az NRP Adamastor lövéseit követően katonák egy csoportja letartóztatta a király éppen felébredő tisztjeit, majd a tömegnek fegyvereket osztva harc nélkül átvették a főváros feletti uralmat. Csekély véráldozattal az egész ország a felkelők irányítása alá került, a hadsereg ezredei nem ragadtak fegyvert a királyi hatalom védelmében. A király Londonba menekült, a Republikánus Párt pedig kikiáltotta a köztársaságot. 1911-ben elfogadták az új alkotmányt, miszerint Portugália parlamentáris köztársasággá vált. A belpolitikai helyzet azonban a király elűzését követően is feszült maradt, és ezen nem segített a kormányzó republikánusok szélsőséges egyházellenessége sem, mely külföldön is sok ellenzőre talált.

## Az első világháború

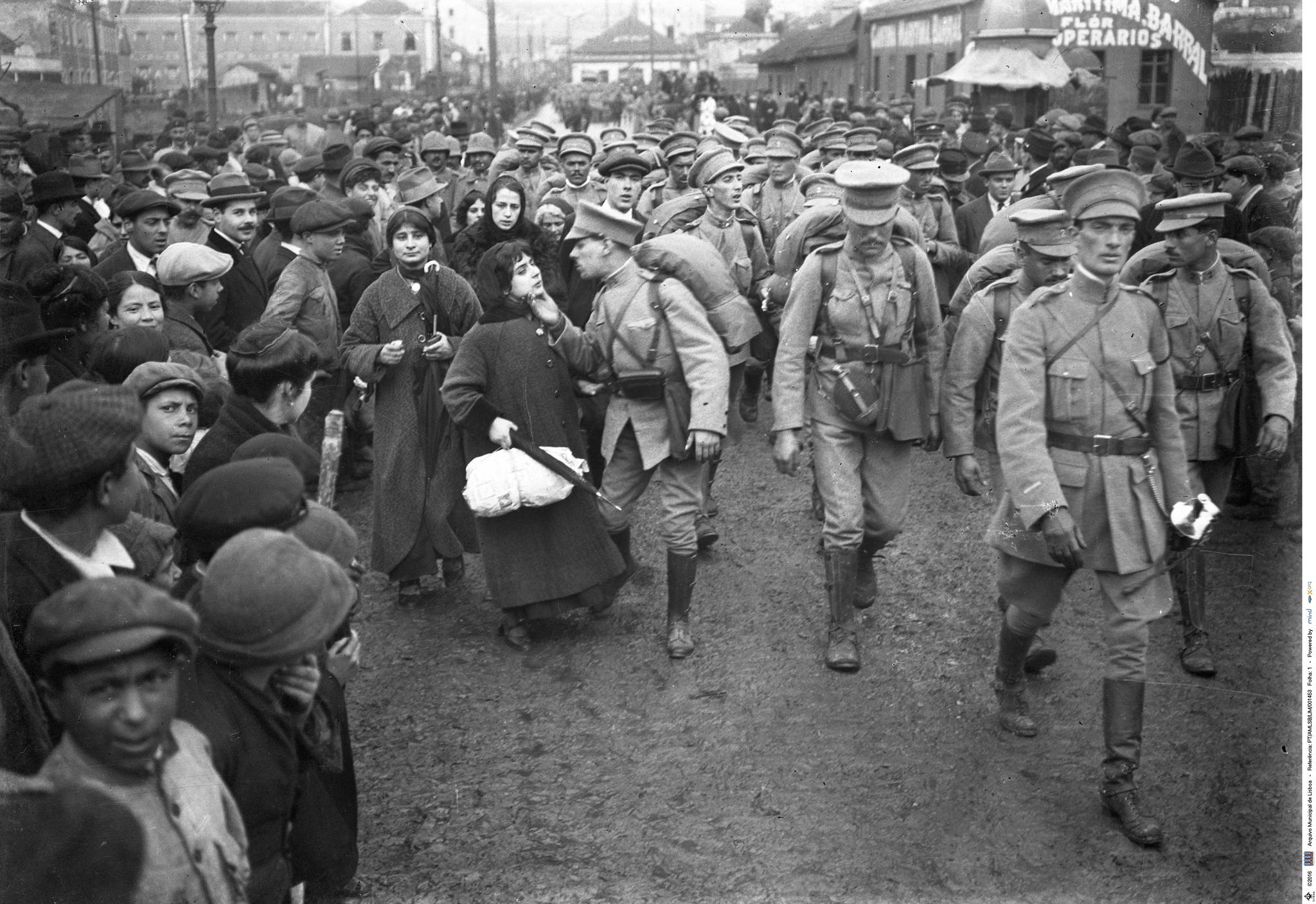
Flandriába érkező portugál katonák 1917-ben

A világháború kitörésekor Portugália – bár Anglia szövetségese volt – semlegesnek nyilvánította magát. Ennek ellenére Angola és Német Délnyugat-Afrika határvidékén rendszeresek voltak a halálos áldozatokat is követelő katonai incidensek. Nyilvánvaló volt, hogy Németország nem tudja megvédeni afrikai gyarmatait az antant erőitől és a portugál kormány attól tartott, hogy a háború utáni újraosztáskor Angola és Mozambik is sorra kerülhet. 1916. február 23-án Portugália lefoglalta a gyarmatai kikötőiben horgonyzó menedéket kereső német szállítóhajókat és a rajtuk lévő szállítmányt elkobozták, amely ellen a német diplomácia hevesen tiltakozott. A gyarmatai területén történt incidenseket követően az ország egységeket küldött Angolába és Mozambikba. 1916. március 9-én a növekvő portugál részvételt látva a Német Birodalom, majd március 15-én az Osztrák–Magyar Monarchia is hadat üzent Portugáliának.
A Nyugati-frontra 1917-ben küldték ki az előző év folyamán felállított Portugál Expedíciós Hadsereget (Corpo Expedicionário Portuguęs, röviden CEP), amely kb. 55 ezer főnyi katonát számlált, parancsnoka Fernando Tamagnini de Abreu tábornok volt. A hadsereg első komoly összecsapására 1918. április 9-én került sor. A Manuel Gomes da Costa tábornok vezette 2. hadosztály védelme alatt álló, Neuve-Chapelle közelében húzódó 12 kilométeres frontszakasz a meginduló német offenzíva (Georgette hadművelet) középpontjába került. A jelentős túlerővel szemben a portugál egységek helyenként hevesen védekeztek, de a jól kiképzett rohamcsapatokat is bevető 6. német hadsereg elől kénytelenek voltak visszavonulni. A csatában mintegy 327 portugál tiszt és 7000 katona halt-vagy sebesült meg, további 6000 ember pedig a németek fogságába esett. Ez a csata a portugál hadtörténelem legjelentősebb vereségének számít az 1578-ban, Alcácer-Quibir mellett a móroktól elszenvedett vereség után.
A lys-völgyi csatát követően jelentősebb összecsapásokban a CEP már nem vett részt. Az ország mintegy 7 ezer katonája vesztette életét a világháborúban, ezzel szemben mintegy 82 ezer civil halt meg az élelmiszerhiány, 138 ezer pedig a spanyolnátha-járvány következtében. A versailles-i békeszerződés értelmében Portugál Kelet-Afrika (Mozambik) megkapta a volt Német Kelet-Afrika területéhez tartozó kiongai háromszöget.

## Estado Novo

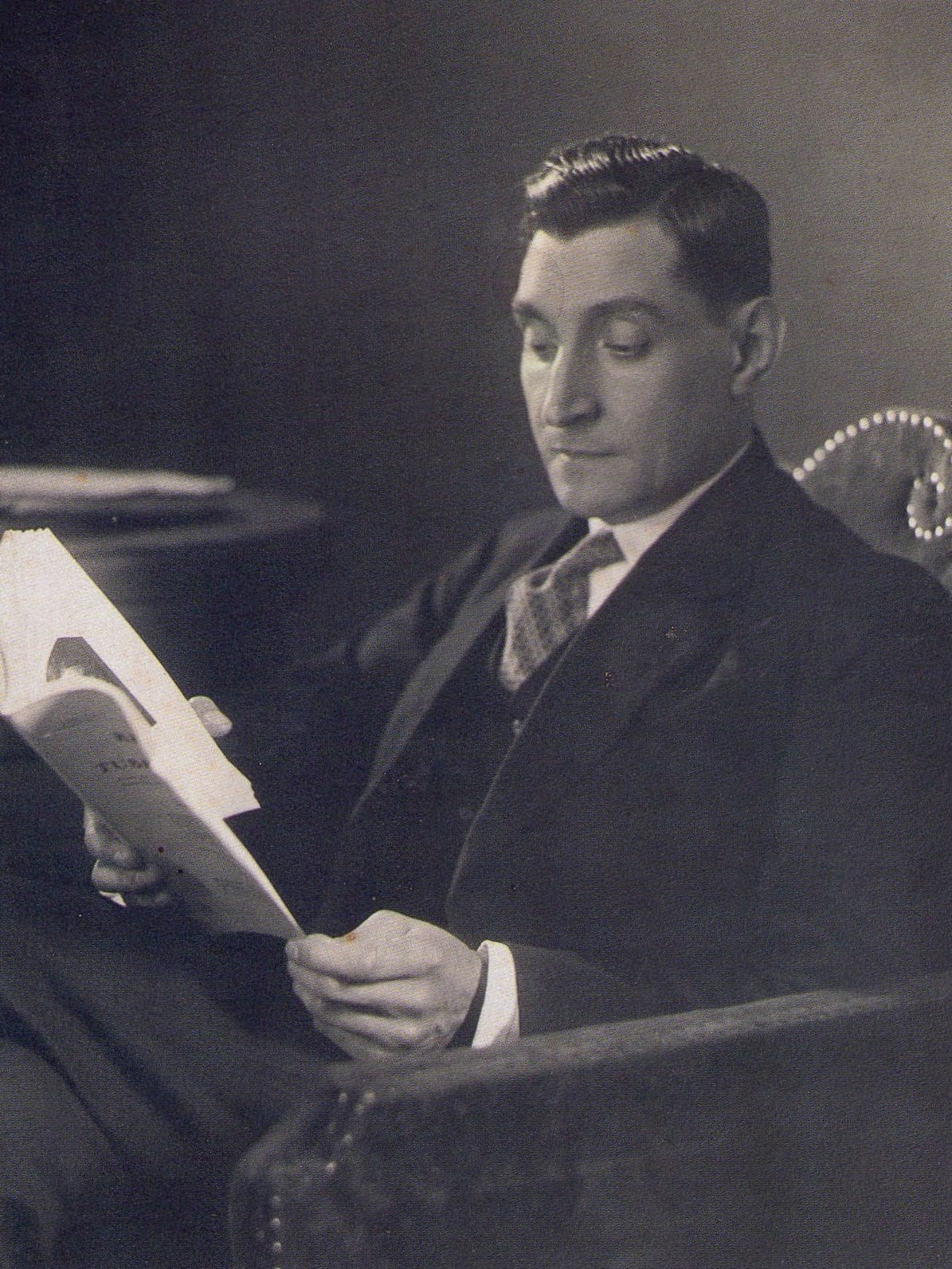
António de Salazar 1940-ben

1917 decemberében Sidónio Pais felkelése megdöntötte a kormányt és autoriter rezsimet vezetett be. Alig egy évvel később azonban Paist úton Portó felé meggyilkolták, és monarchista lázadás tört ki. A lázadást leverték, de az instabilitás maradt: 1910 és 1924 között 45 kormánya volt Portugáliának. 1921-ben egy katonai puccskísérlet során számos konzervatív politikust (köztük António Granjo miniszterelnököt) meggyilkoltak, ami hatalmas felzúdulást keltett a közvéleményben és megmutatta, mennyire gyengék az ország demokratikus intézményei. 1926. május 28-án Manuel Gomes da Costa tábornok vezetésével katonai felkelés tör ki az ultrakatolikus Braga városában, s csakhamar az egész hadsereg a felkelők oldalára áll. Bernardino Machado köztársasági elnök néhány nappal később lemond. A felkelők komolyabb harcok nélkül vonulnak be Lisszabonba, amelyet követően Gomes da Costa véget vetett a köztársaságnak és katonai vezetésű jobboldali diktatúrát vezetett be. 1928-ban az ország új pénzügyminisztere a gazdasági kérdésekhez értő António de Oliveira Salazar lett. Salazar kemény feltételekkel foglalta el a tárcát: teljes kincstári ellenőrzést biztosítottak a számára a többi minisztérium felett. Az új pénzügyminiszter tevékenységének köszönhetően hosszú idő után az államháztartás pozitív mérleget könyvelhetett el, javultak az ország gazdasági mutatói. 1933-ban Óscar Carmona Salazart nevezte ki miniszterelnöknek, aki kikiáltotta az Új Államot (Estado Novo) egy egypárti, korporatív, autoriter, félfasiszta rendszert, amit gyakorlatilag diktátorként vezetett. A rezsim egészen 1974-ig állt fenn.
A spanyol polgárháború idején Salazar a nacionalista felkelők vezérével, Francisco Francóval szimpatizált. Az 1936-1944 között a had-és pénzügyi tárcát is betöltő miniszterelnök lőszerszállítmányokkal, logisztikai segítséggel, továbbá több mint 20 000 önkéntessel („Viriatos”) támogatta a későbbi spanyol diktátor csapatait. A második világháborúban Portugália hivatalosan semleges volt, de a gyakorlatban együttműködött a Szövetségesekkel; gumit és wolframot adott el Angliának és 1943-ban engedélyezte, hogy az Azori-szigetekről figyeljék a német tengeralattjárok mozgását. A németek által megszállt nyugati országok zsidó lakosságának egy része Lisszabonon keresztül jutott el Angliába vagy az Egyesült Államokba.
1961-ben India fegyveres erővel szerezte meg Goát, véget vetve a 450 éves portugál jelenlétnek a szubkontinensen. A 60-as években függetlenségi mozgalmak indultak az afrikai portugál gyarmatokon: Angolában, Mozambikban, a Zöld-foki szigeteken, Portugál-Guineán, São Tomé és Príncipe szigeteken.
A demokratikus rendszer hiánya nem gátolta meg az országot abban, hogy jó kapcsolatokat tartson fent Nyugat-Európával és az Egyesült Államokkal; Portugália alapító tagja volt a NATO-nak, az OECD-nek és az Európai Szabadkereskedelmi Társulásnak (EFTA).
Salazar 1970-es halála után utódja, Marcelo Caetano az általános remények ellenére csak kevéssé engedett a rendszer elnyomó jellegéből, nem engedte szabadon a politikai foglyokat, a cenzúra a régi módon működött és a választási rendszer az uralmon levő párt szoros ellenőrzése alatt maradt.

## A harmadik köztársaság

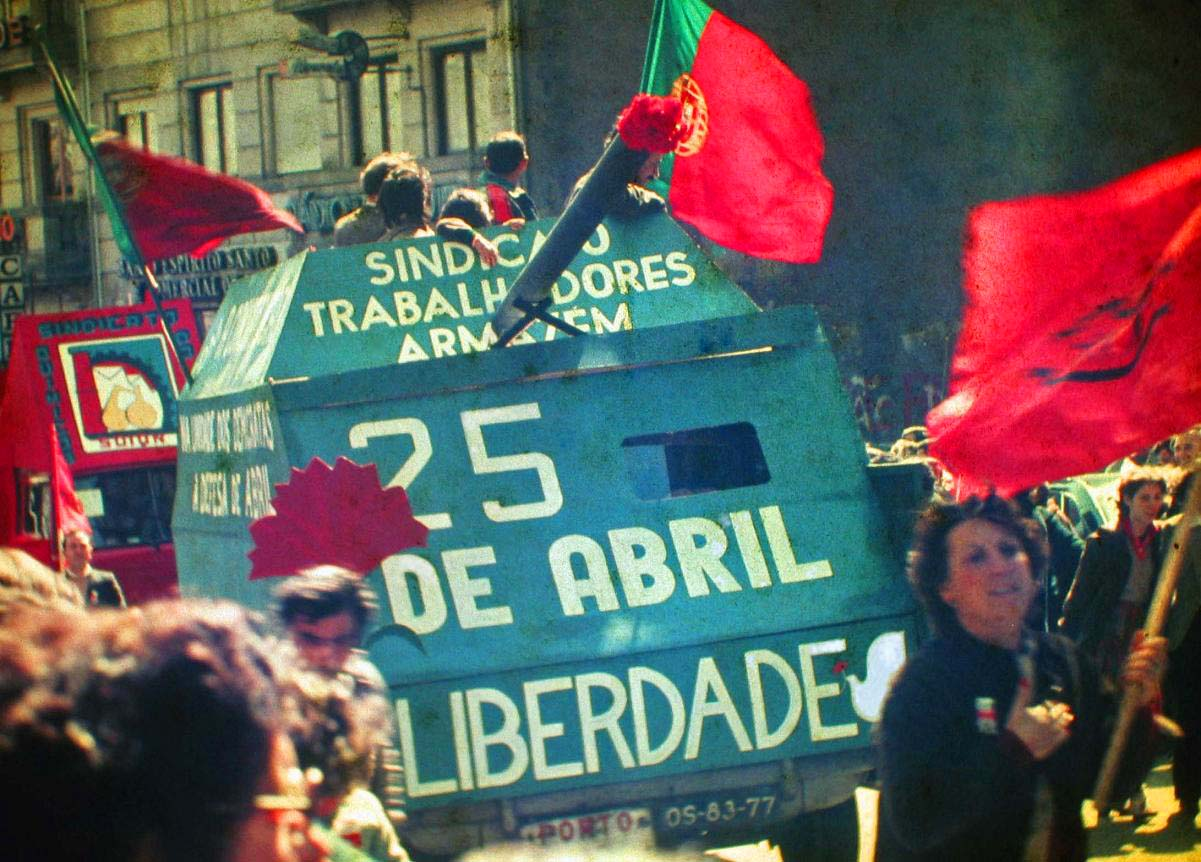
A szegfűs forradalomra emlékező demonstráció 1983-ban

1974. április 25-én a hadsereg vértelen puccsal és a lakosság támogatásával, a szegfűs forradalomban megdöntötte az Estada Novót és új, demokratikus rendszert, a harmadik köztársaságot vezettek be. Az új kormány függetlenséget adott valamennyi korábbi afrikai gyarmatának, aminek következtében legalább egymillió állampolgár költözött vissza az anyaországba. 1976-ban Indonézia megszállta Kelet-Timort, még mielőtt függetlenné válhatott volna. 1999-ben az utolsó tengerentúli területet, Makaót is visszaadták Kínának. A portugál gyarmatbirodalom de jure 2002-ben ért véget, mikor Kelet-Timor elnyerte függetlenségét.
1986-ban Portugália belépett az Európai Gazdasági Közösségbe és alapító tagja volt az Európai Uniónak. 1999-ben az ország csatlakozott az euróövezethez.
Portugáliát – más dél-európai országokkal együtt – különösen súlyosan érintette a 2008-as gazdasági válság. A kormánynak jelentős hiteleket kellett felvennie és az EU gazdasági mentőcsomagjára szorult. Az eurozóna 2011-es válságakor közel állt az államcsődhöz. 2013-ban államadóssága megközelítette a GDP 130%-át.

## Fordítás
- Ez a szócikk részben vagy egészben  a   História de Portugal című portugál Wikipédia-szócikk ezen változatának fordításán alapul.  Az eredeti cikk szerkesztőit annak laptörténete sorolja fel. Ez a jelzés csupán a megfogalmazás eredetét és a szerzői jogokat jelzi, nem szolgál a cikkben szereplő információk forrásmegjelöléseként.
- Ez a szócikk részben vagy egészben  a   History of Portugal című angol Wikipédia-szócikk ezen változatának fordításán alapul.  Az eredeti cikk szerkesztőit annak laptörténete sorolja fel. Ez a jelzés csupán a megfogalmazás eredetét és a szerzői jogokat jelzi, nem szolgál a cikkben szereplő információk forrásmegjelöléseként.